# Musica da camera

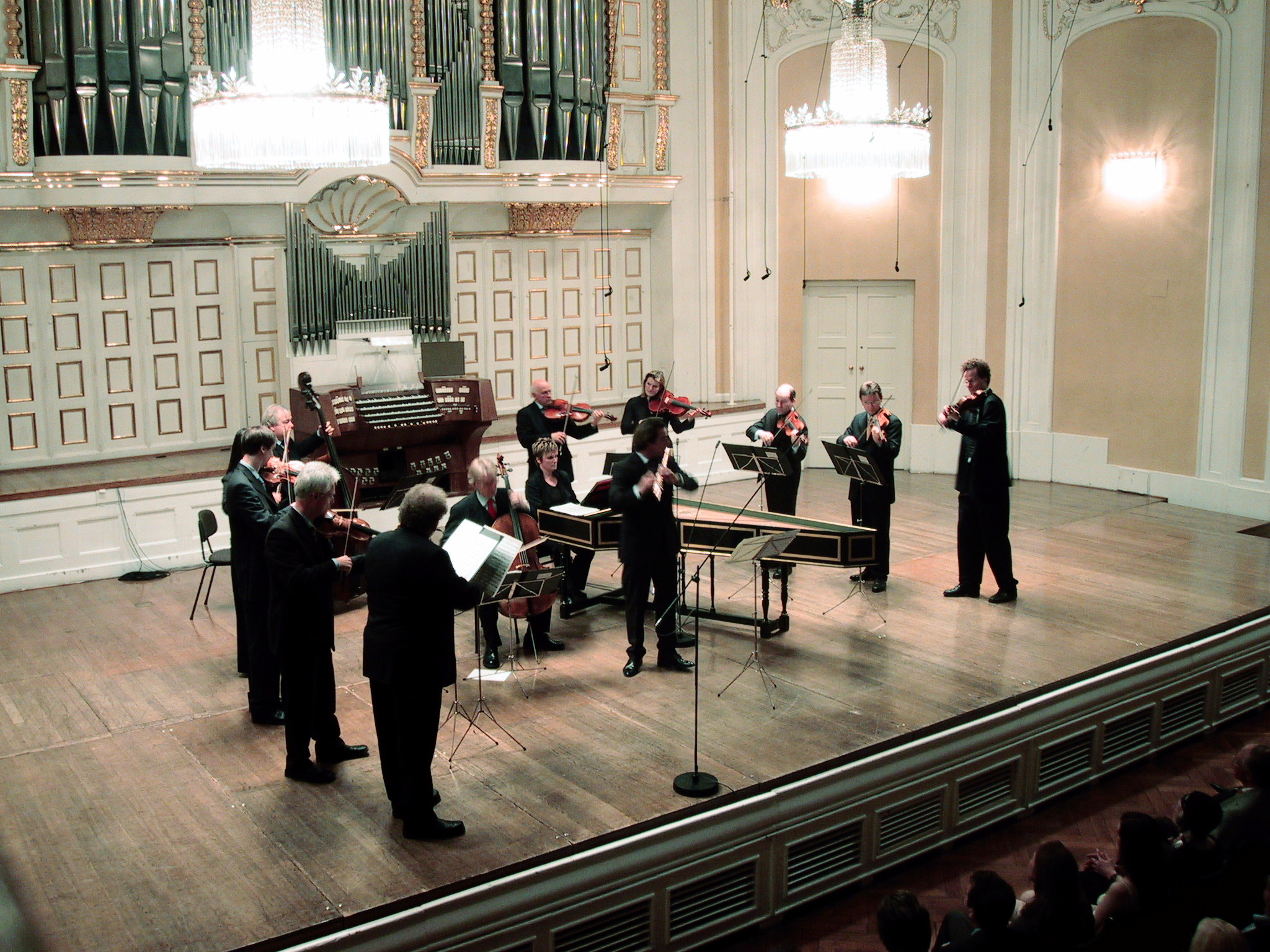
Concerto per musica da camera al Mozarteum di Salisburgo

Quella che viene definita musica da camera è un filone tradizionale della musica classica, nel quale rientrano composizioni in cui il ruolo del singolo strumento è sempre individuale. Mentre nella musica orchestrale sono previsti in genere gruppi di esecutori per ogni timbro strumentale (ad esempio 15 primi violini, 10 violoncelli, ecc.), in quella da camera, in genere, due diversi strumenti procedono all'unisono solo episodicamente. 
Le composizioni da camera sono scritte la maggior parte delle volte per un ristretto numero di esecutori (strumentali e vocali); lo stesso nome deriva proprio da questa circostanza. Rientra così nel filone cameristico tutta la letteratura per uno strumento solista.

## Storia
Dai suoi inizi, del periodo medievale ad oggi, la musica da camera è stata un riflesso dei cambiamenti nella tecnologia e nella società che l'ha prodotta.

### Inizi

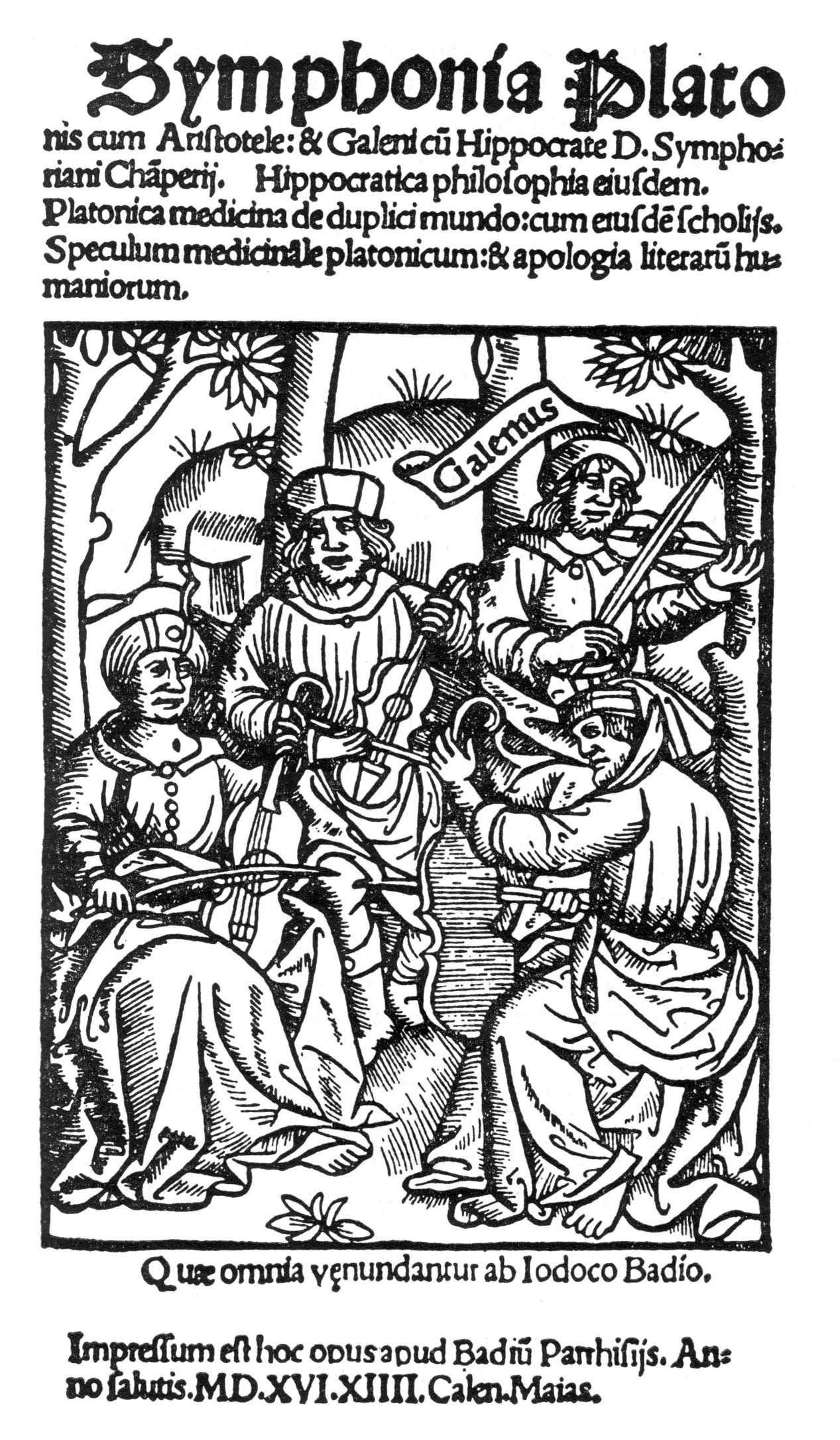
Platone, Aristotele, Ippocrate e Galeno suonano un quartetto di viole in questa fantasiosa xilografia del 1516.

Durante il Medioevo e il primo Rinascimento, gli strumenti venivano usati principalmente come accompagnamento per i cantanti. I suonatori di archi suonavano insieme alla linea melodica del cantante. C'erano anche ensemble puramente strumentali, spesso di archi precursori della famiglia dei violini, chiamati consort.
Alcuni analisti ritengono che l'origine degli insiemi strumentali classici sianono state la sonata da camera e la sonata da chiesa. Si trattava di composizioni scritte per gruppi da uno a cinque o più strumenti. La sonata da camera era un insieme di movimenti lenti e veloci, intervallati da melodie da ballo; la sonata da chiesa aveva la stessa struttura, ma i balli venivano omessi. Queste forme si sono gradualmente sviluppate nel trio sonata del Barocco, due strumenti acuti e uno basso, spesso con una tastiera o un altro strumento a corde (clavicembalo, organo, arpa o liuto, per esempio) riempiendo l'armonia. Sia lo strumento basso che lo strumento a corda suonavano la stessa parte, ovvero il basso continuo.
Durante il periodo barocco, la musica da camera come genere non era chiaramente definita. Spesso, le opere potevano essere suonate su qualsiasi varietà di strumenti, in formazioni orchestrali o da camera. L'arte della fuga di Johann Sebastian Bach, ad esempio, può essere suonata su uno strumento a tastiera (clavicembalo o organo) o da un quartetto d'archi o da un'orchestra d'archi. Anche la strumentazione delle trio sonate era spesso specificata in modo flessibile; alcune delle sonate di Händel sono scritte per "flauto tedesco, "hoboy" (oboe) o violino". Le linee di basso potevano essere suonate da violone, violoncello, tiorba o fagotto, e talvolta tre o quattro strumenti si univano all'unisono. A volte i compositori mescolavano movimenti per ensemble da camera con movimenti orchestrali. La Tafelmusik di Telemann (1733), ad esempio, ha cinque serie di movimenti per varie combinazioni di strumenti, che terminano con una sezione orchestrale completa.
La musica da camera barocca era spesso contrappuntistica; cioè, ogni strumento suonava gli stessi materiali melodici in tempi diversi, creando un tessuto sonoro complesso e intrecciato. Poiché ogni strumento suonava essenzialmente le stesse melodie, tutti gli strumenti erano uguali. Nella trio sonata, spesso non c'è ascendente o strumento solista, ma tutti e tre gli strumenti condividono la stessa importanza. 

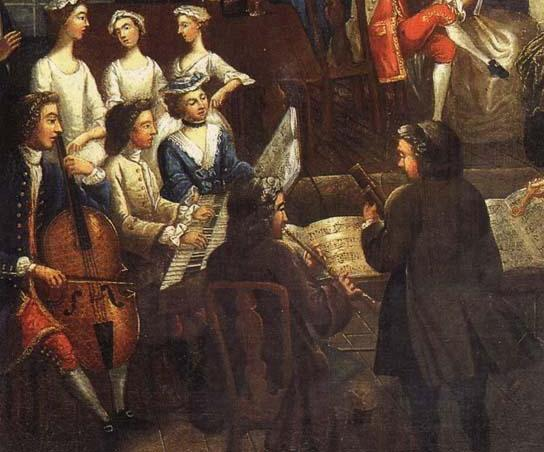
Musicisti barocchi suonano una trio sonata, dipinto di anonimo del XVIII secolo

Il ruolo armonico svolto dalla tastiera o da altro strumento a corde era sussidiario, e di solito la parte della tastiera non veniva nemmeno scritta; piuttosto, la struttura degli accordi del brano era specificata da codici numerici sopra la linea di basso, chiamati basso figurato.
Nella seconda metà del XVIII secolo, i gusti iniziarono a cambiare: molti compositori, alla complessità del contrappunto preferirono uno stile nuovo, più leggero galante, con "tessuto più sottile... e melodia e basso chiaramente definiti". Sorse una nuova usanza che diede vita a una nuova forma di musica da camera: la serenata. I mecenati invitavano i musicisti di strada a suonare concerti serali sotto i balconi delle loro case, dei loro amici e dei loro amanti. Mecenati e musicisti commissionavano ai compositori adeguate suite di danze e melodie, per gruppi da due a cinque o sei strumenti. Queste opere erano chiamate serenate, notturni o divertimenti. Il giovane Joseph Haydn venne incaricato di scrivere molte di queste composizioni.

### Haydn, Mozart e lo stile classico
Joseph Haydn è generalmente accreditato della creazione della forma moderna di musica da camera come la conosciamo oggi. In 68 quartetti d'archi, 45 trii con pianoforte e numerosi trii d'archi, duetti e gruppi di fiati, Haydn creò lo "stile di conversazione" della composizione e la forma generale che avrebbe dominato il mondo della musica da camera per i due secoli successivi.
Un esempio di questo stile è il quartetto d'archi op.20, n.4 in re maggiore di Haydn. Nel primo movimento, dopo un'enunciazione del tema principale da parte di tutti gli strumenti, il primo violino si scompone in una figura di terzina, sorretto dal secondo violino, viola e violoncello. Il violoncello risponde con la propria terzina, poi la viola, mentre gli altri strumenti giocano un tema secondario contro questo movimento. A differenza del contrappunto, dove ogni parte svolge essenzialmente lo stesso ruolo melodico delle altre, qui ogni strumento contribuisce con il proprio carattere, il proprio commento alla musica man mano che si sviluppa. 

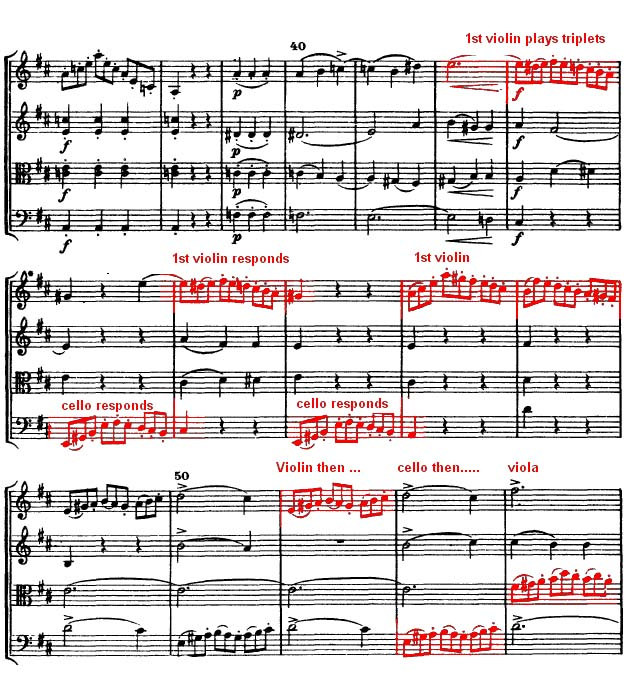
Spartito dell'opera 20 n. 4 di Joseph Haydn, mostrante lo "stile di conversazione".

Haydn stabilì anche una forma generale per le sue composizioni di musica da camera, che sarebbe diventata lo standard, con lievi variazioni, fino ai giorni nostri. Il caratteristico quartetto d'archi di Haydn ha quattro movimenti:
- Un movimento di apertura in forma-sonata, di solito con due temi contrastanti, seguiti da una sezione di sviluppo in cui il materiale tematico viene trasformato e trasposto, e termina con una ripresa dei due temi iniziali.
- Un movimento lirico in un tempo lento o moderato, a volte costruito su tre sezioni che si ripetono nell'ordine A – B – C – A – B – C, e talvolta un insieme di variazioni.
- Un minuetto o scherzo, un movimento leggero in tre quarti, con una sezione principale, una sezione trio contrastante e una ripetizione della sezione principale.
- Un movimento finale veloce in forma di rondò, una serie di sezioni contrastanti con una sezione di ritornello principale che apre e chiude il movimento e si ripete tra ogni sezione.

Queste innovazioni diedero ad Haydn il titolo di "padre del quartetto d'archi", e fu riconosciuto dai suoi contemporanei come il principale compositore del suo tempo. Ma non era affatto l'unico compositore a sviluppare nuove modalità di musica da camera. Anche prima di Haydn, molti compositori stavano già sperimentando nuove forme. Giovanni Battista Sammartini, Ignaz Holzbauer e Franz Xaver Richter furono i precursori del quartetto d'archi.

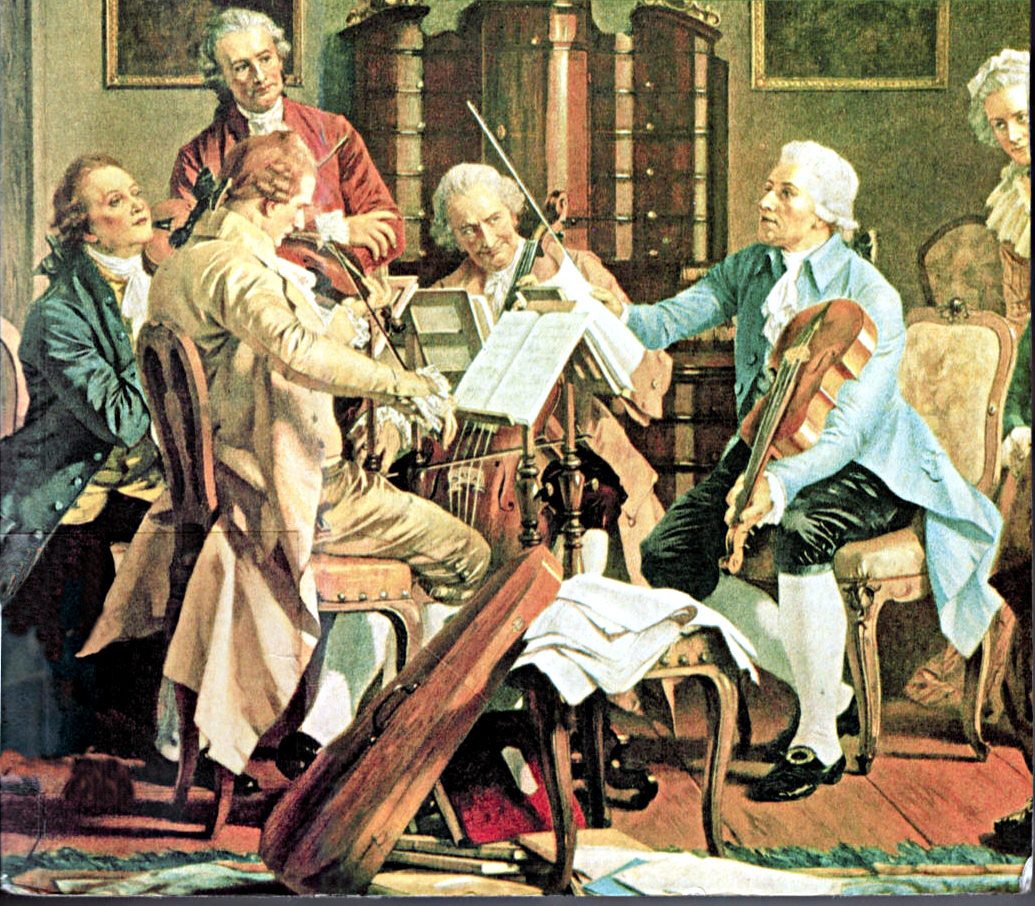
Joseph Haydn mentre suona in un quartetto d'archi.

Se Haydn creò lo "stile di conversazione", Wolfgang Amadeus Mozart ampliò notevolmente il suo vocabolario. La sua musica da camera ha aggiunto numerosi capolavori al repertorio cameristico. I sette trii con pianoforte e i due quartetti per pianoforte di Mozart furono i primi ad applicare lo "stile di conversazione" alla musica da camera con pianoforte. I trii per pianoforte di Haydn sono essenzialmente sonate per pianoforte con il violino e il violoncello che giocano principalmente ruoli di supporto, raddoppiando le linee degli acuti e dei bassi della partitura per pianoforte. Mozart dà agli archi un ruolo indipendente, usandoli come contrappeso al pianoforte e aggiungendo le loro voci individuali alla "conversazione" nella musica da camera.
Mozart ha introdotto il clarinetto, di nuova invenzione, nell'arsenale della musica da camera, con il Trio Kegelstatt per viola, clarinetto e pianoforte, K. 498, e il Quintetto per clarinetto e quartetto d'archi, K. 581. Ha anche provato altri ensemble innovativi, tra cui il quintetto per violino, due viole, violoncello e corno, K. 407, quartetti per flauto e archi e varie combinazioni di strumenti a fiato. Ha scritto sei quintetti d'archi per due violini, due viole e violoncello, che esplorano i ricchi toni del tenore delle viole, aggiungendo una nuova dimensione alla "conversazione" del quartetto d'archi.
I quartetti d'archi di Mozart sono considerati l'apice dell'arte classica. I sei quartetti d'archi che dedicò a Haydn, suo amico e mentore, ispirarono il compositore più anziano a dire al padre di Mozart: "Ti dico davanti a Dio, da uomo onesto, che tuo figlio è il più grande compositore che io conosca personalmente o di reputazione. Ha gusto e, per di più, la più profonda conoscenza della composizione."
Molti altri compositori scrissero composizioni da camera durante questo periodo che furono popolari all'epoca e vengono suonate ancora oggi. Luigi Boccherini, compositore e violoncellista, compose quasi cento quartetti d'archi e più di cento quintetti per due violini, viola e due violoncelli. In questo ensemble innovativo, in seguito utilizzato da Schubert, Boccherini regala assoli vistosi e virtuosistici al violoncello principale, come vetrina per il proprio modo di suonare. Il violinista Carl Ditters von Dittersdorf e il violoncellista Jan Křtitel Vaňhal, che suonavano entrambi quartetti con Haydn al secondo violino e Mozart alla viola, erano famosi compositori di musica da camera del periodo.

### Dalla casa alla sala da concerti

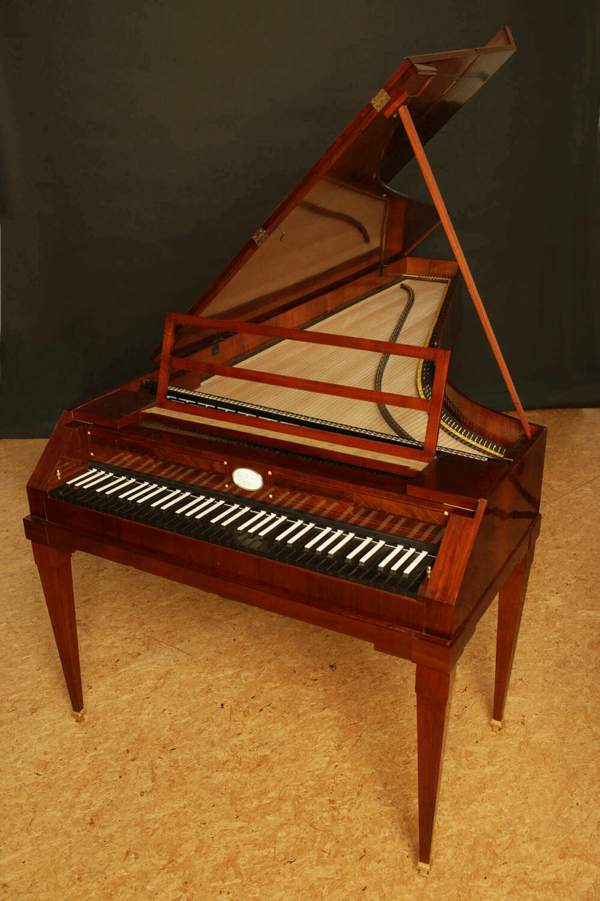
Copia di pianoforte del 1805

L'inizio del XIX secolo vide enormi cambiamenti nella società e nella tecnologia musicale che ebbero effetti di vasta portata sul modo in cui la musica da camera veniva composta e suonata.

#### Collasso dell'aristocrazia
Per tutto il XVIII secolo, il compositore era normalmente un dipendente di un aristocratico e la musica da camera che componeva era per il piacere di suonatori e ascoltatori aristocratici. Haydn, ad esempio, era al servizio di Nicola I Esterházy, amante della musica e suonatore dilettante di baryton, per il quale Haydn scrisse molti dei suoi trii d'archi. Mozart scrisse tre quartetti d'archi per il re di Prussia, Federico Guglielmo II, un violoncellista. Molti dei quartetti di Beethoven furono eseguiti per la prima volta con il suo mecenate conte Andrey Razumovsky al secondo violino. Boccherini compose per il re di Spagna.
Con il declino dell'aristocrazia e l'ascesa di nuovi ordini sociali in tutta Europa, i compositori dovettero sempre più fare soldi vendendo le loro composizioni ed eseguendo concerti. Spesso davano concerti in abbonamento, che prevedevano l'affitto di una sala e la raccolta delle entrate dell'esibizione. Sempre più spesso scrivevano musica da camera non solo per ricchi mecenati, ma anche per musicisti professionisti che suonavano per un pubblico pagante.

#### Cambiamenti nella struttura degli strumenti a corda
All'inizio del XIX secolo, i liutai svilupparono nuovi metodi per costruire il violino, la viola e il violoncello che davano a questi strumenti un tono più ricco, più volume e più potenza. Nello stesso tempo, gli archettai allungavano l'arco del violino, con un fascio di crini più spesso sotto una tensione maggiore. Questa migliore proiezione rese possibili anche nuove tecniche di arcata. Nel 1820, Louis Spohr inventò la mentoniera, che dava ai violinisti più libertà di movimento nella mano sinistra, per una tecnica più agile. Questi cambiamenti hanno contribuito all'efficacia delle esecuzioni pubbliche in grandi sale e hanno ampliato il repertorio di tecniche a disposizione dei compositori di musica da camera.

#### Invenzione del pianoforte
Durante tutta l'era barocca, il clavicembalo era stato uno dei principali strumenti utilizzati nella musica da camera. Lo strumento usava le penne per pizzicare le corde e aveva un suono delicato. A causa del suo disegno, l'attacco o il peso con cui l'esecutore suonava sulla tastiera non modificava il volume o il tono. Tra il 1750 circa e la fine del secolo, il clavicembalo cadde gradualmente in disuso. Alla fine del 1700, il pianoforte divenne più popolare come strumento. Anche se il pianoforte fu inventato da Bartolomeo Cristofori all'inizio del 1700, non aveva avuto grande diffusione fino alla fine di quel secolo, quando i miglioramenti tecnici nella sua costruzione lo resero uno strumento più efficace. A differenza del clavicembalo, il pianoforte poteva suonare dinamiche morbide o forti e attacchi taglienti sforzando a seconda di quanto forte o piano l'esecutore suonasse i tasti. Il pianoforte migliorato fu adottato da Mozart e da altri compositori, che iniziarono a comporre pezzi da camera con il pianoforte come protagonista, che divenne sempre più dominante nel corso del XIX secolo, tanto che molti compositori, come Franz Liszt e Fryderyk Chopin, scrissero quasi esclusivamente per pianoforte solo (o pianoforte solo con orchestra).

### Beethoven
Ludwig van Beethoven attraversò questo periodo di cambiamento come un gigante della musica occidentale. Trasformò la musica da camera, elevandola a un nuovo livello, sia in termini di contenuto che di richieste tecniche per artisti e pubblico. Le sue opere, nelle parole di Maynard Solomon, erano "...i modelli rispetto ai quali il romanticismo del XIX secolo ha misurato i suoi successi e fallimenti". I suoi ultimi quartetti, in particolare, furono considerati un traguardo così scoraggiante che molti compositori dopo di lui ebbero paura di provare a comporre quartetti; Johannes Brahms compose e fece a pezzi 20 quartetti d'archi prima di osare pubblicare un'opera che riteneva degna del "gigante che marciava dietro".

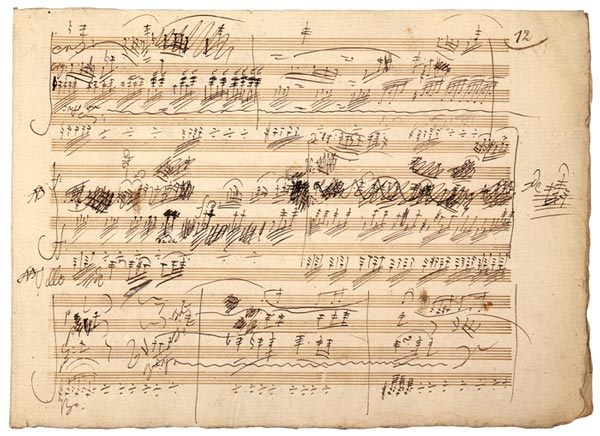
Manoscritto del trio "Fantasma", Op. 70, No. 1, di Beethoven

Beethoven fece il suo debutto formale come compositore con tre Trii con pianoforte, op. 1. Anche questi primi lavori, scritti quando Beethoven aveva solo 22 anni, pur aderendo a una matrice rigorosamente classica, mostravano i segni delle nuove strade che Beethoven avrebbe tracciato negli anni a venire. Quando mostrò il manoscritto dei trii a Haydn, suo insegnante, prima della pubblicazione, questi approvò i primi due, ma mise in guardia dalla pubblicazione del terzo trio, in do minore, in quanto troppo radicale, avvertendo che non sarebbe stato "... compreso e accolto favorevolmente dal pubblico".
Haydn si sbagliava: il terzo trio divenne il più popolare dei tre e le critiche di Haydn causarono un litigio tra lui e il sensibile Beethoven. Il trio è, infatti, una partenza dalla matrice che Haydn e Mozart avevano realizzato. Beethoven realizzò radicali modifiche di tempo all'interno di frasi melodiche e movimenti. Aumentò notevolmente l'indipendenza degli archi, in particolare del violoncello, permettendogli di spaziare al di sopra del pianoforte e occasionalmente anche del violino.
Se la sua op. 1, i trii, presentò al pubblico le opere di Beethoven, il suo Settetto, Op. 20, lo consacrò come uno dei compositori più apprezzati d'Europa. Il settetto, composto per violino, viola, violoncello, contrabbasso, clarinetto, corno e fagotto, fu un grande successo. Venne eseguito molto frequentemente. Venne trascritto in molte combinazioni, una delle quali, per clarinetto, violoncello e pianoforte, fu composta dallo stesso Beethoven, ed era così popolare che Beethoven temette che avrebbe eclissato le sue altre opere. Nel 1815 Carl Czerny scrisse che Beethoven "non poteva sopportare il suo settetto e si arrabbiò a causa dell'applauso universale che aveva ricevuto". Il settetto è scritto come un classico divertimento in sei movimenti, inclusi due minuetti, e una serie di variazioni. È pieno di melodie orecchiabili, con assoli per tutti gli strumenti, compreso il contrabbasso.
Nei suoi 17 quartetti d'archi, composti nel corso di 37 anni, Beethoven passò da compositore classico per eccellenza a creatore del romanticismo musicale, e infine, con i suoi ultimi quartetti d'archi, trascese il classicismo e il romanticismo per creare un genere d'avanguardia che sfidava ogni categorizzazione. Stravinsky si riferiva alla Grande fuga, uno degli ultimi quartetti, come "...un brano musicale assolutamente contemporaneo che sarà contemporaneo per sempre".
i Sei quartetti d'archi, Op. 18, furono scritti in stile classico, nello stesso anno in cui Haydn scrisse i suoi quartetti Op. 76. Anche qui Beethoven estese le strutture formali introdotte da Haydn e Mozart. Nel quartetto op. 18, n. 1, in fa maggiore, per esempio, c'è un lungo assolo lirico per violoncello nel secondo movimento, che conferisce a questo strumento un nuovo tipo di voce nella "conversazione" del quartetto. E l'ultimo movimento dell'op. 18, n. 6, "La Malinconia", presenta un nuovo tipo di struttura formale, intrecciando una sezione lenta e malinconica con una danza maniacale. Beethoven avrebbe usato questa forma nei quartetti successivi, e anche Brahms e altri la adottarono.
Negli anni dal 1805 al 1806, Beethoven compose i tre quartetti op. 59 commissionati del conte Razumovsky, che suonò il secondo violino nella loro prima esecuzione. Questi quartetti, del periodo centrale di Beethoven, furono pionieri dello stile romantico. Oltre ad introdurre molte innovazioni strutturali e stilistiche, erano tecnicamente molto più difficili da eseguire, tanto che erano, e rimangono, fuori dalla portata di molti musicisti dilettanti. Quando il primo violinista Ignaz Schuppanzigh si lamentò della loro difficoltà, Beethoven replicò: "Pensi che mi importi del tuo miserabile violino quando lo spirito mi ispira?" Tra le difficoltà ci sono sincope complesse e ritmi incrociati; sequenze sincronizzate di sedicesimi, trentaduesimi e sessantaquattresimi con improvvise modulazioni che richiedono un'attenzione speciale per l'intonazione. Oltre all'op. 59, Beethoven compose altri due quartetti durante il suo periodo centrale: il quartetto n.10 op. 74 "Arpa", così chiamato per l'insolito effetto che Beethoven crea con passaggi pizzicati nel primo movimento emulando il suono di un'arpa, e il quartetto n. 11 Op. 95, il "Serioso".
Il "Serioso" è un'opera di transizione che inaugura il periodo tardo di Beethoven, un periodo di composizioni di grande introspezione. "Il particolare tipo di interiorità dell'ultimo periodo stilistico di Beethoven", scrive Joseph Kerman, dà la sensazione che "la musica suoni solo per il compositore e per un altro ascoltatore, un origliatore sbalordito: tu". Negli ultimi quartetti, la "conversazione" del quartetto è spesso sconnessa, procedendo come un flusso di coscienza. Le melodie vengono interrotte o passate nel mezzo della linea melodica da strumento a strumento. Beethoven utilizza nuovi effetti, mai sperimentati prima nella letteratura del quartetto d'archi: l'effetto etereo e onirico degli intervalli aperti tra la corda del Mi acuto e quella del La aperto nel secondo movimento del quartetto op. 132; l'uso di sul ponticello (suonare sul ponte del violino) per un suono fragile e graffiante nel movimento Presto dell'op. 131; l'uso del modo lidio, raramente ascoltato nella musica occidentale per 200 anni, nell'op. 132; una melodia di violoncello suonata alta sopra tutti gli altri archi nel finale dell'op. 132.

### Franz Schubert
Mentre Beethoven, nei suoi ultimi quartetti, andava nella sua direzione, Franz Schubert continuò e stabilì lo stile romantico emergente. Nei suoi 31 anni, Schubert dedicò gran parte della sua vita alla musica da camera, componendo 15 quartetti d'archi, due trii con pianoforte, trii d'archi, un quintetto per pianoforte comunemente noto come  La trota, un ottetto per archi e fiati, e il suo famoso quintetto per due violini, viola e due violoncelli.
La musica di Schubert, come la sua vita, ha esemplificato i contrasti e le contraddizioni del suo tempo. Da un lato, era il beniamino della società viennese: suonò in serate che divennero note come "Schubertiaden", dove eseguì le sue composizioni leggere e garbate che esprimevano il gemütlichkeit di Vienna degli anni 1820. D'altra parte, la sua breve vita fu avvolta nella tragedia, devastata dalla povertà e dalla cattiva salute. La musica da camera era il mezzo ideale per esprimere questo conflitto, "per conciliare i suoi temi essenzialmente lirici con il suo sentimento per l'espressione drammatica all'interno di una forma che offrisse la possibilità di contrasti di colore estremi". Il quintetto per archi in Do, D.956, è un esempio di come questo conflitto si esprime nella musica. Dopo una lenta introduzione, il primo tema del primo movimento, focoso e drammatico, porta a un ponte di tensione crescente, che raggiunge il picco improvvisamente e si rompe nel secondo tema, un duetto cadenzato nelle voci più basse. L'alternato Sturm und Drang e rilassamento continua per tutto il movimento.
Queste forze contrastanti sono espresse in alcune delle altre opere di Schubert: nel quartetto La morte e la fanciulla, il Quartetto Rosamunde e nel tempestoso movimento del Quartettsatz, D. 703.

### Felix Mendelssohn
A differenza di Schubert, Felix Mendelssohn ebbe una vita di pace e prosperità. Nato in una ricca famiglia ebrea ad Amburgo, si dimostrò un bambino prodigio. All'età di 16 anni aveva scritto la sua prima opera da camera importante, l'Ottetto, op. 20. Già in quest'opera Mendelssohn mostrò parte dello stile unico che avrebbe caratterizzato le sue opere successive; in particolare, la trama leggera e sottile dei suoi movimenti scherzosi, esemplificata anche dal movimento Canzonetta del Quartetto d'archi n. 1 op. 12, e lo scherzo del Piano Trio No. 1 in Re minore op. 49.
Un'altra caratteristica della quale Mendelssohn fu pioniere è la forma ciclica nella struttura complessiva. Ciò significa il riutilizzo del materiale tematico da un movimento all'altro, per dare coerenza totale al pezzo. Nel suo Quartetto d'archi n. 2, apre il pezzo con una tranquilla sezione di adagio in La maggiore, che contrasta con il tempestoso primo movimento in La minore. Dopo l'ultimo, vigoroso movimento del Presto, torna all'Adagio di apertura per concludere il pezzo. Questo quartetto d'archi è anche l'omaggio di Mendelssohn a Beethoven; l'opera è costellata di citazioni dai quartetti medi e tardi di Beethoven.

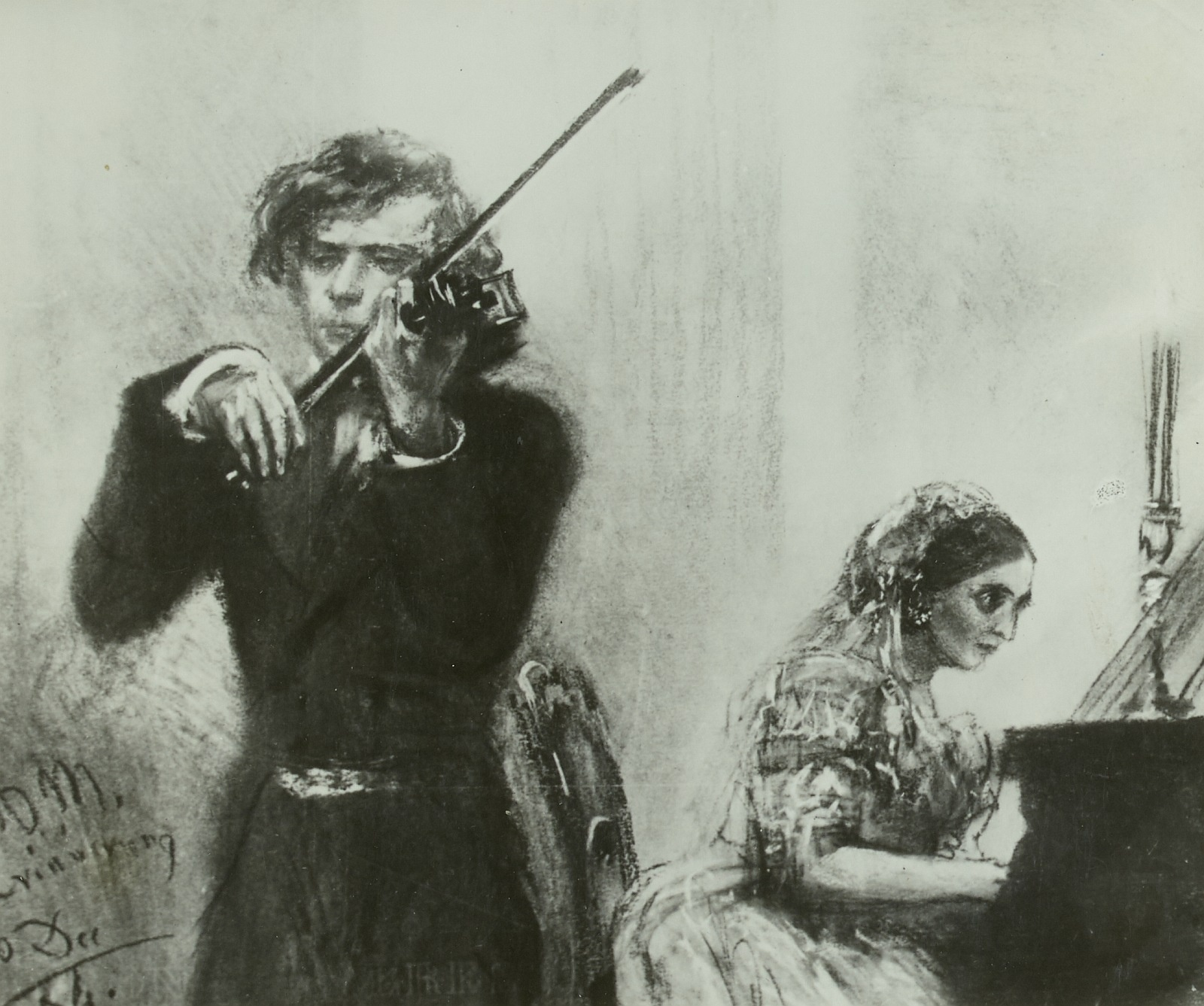
Il violinista Joseph Joachim e la pianista Clara Schumann. Joachim e Schumann realizzarono le prime esecuzioni delle opere di Robert Schumann, Johannes Brahms e altri compositori contemporanei.

Durante la sua maturità, Mendelssohn compose due trii con pianoforte, sette opere per quartetto d'archi, due quintetti per archi, l'ottetto, un sestetto per pianoforte e archi e numerose sonate per pianoforte con violino, violoncello e clarinetto.

### Robert Schumann
Robert Schumann continuò lo sviluppo della scrittura ciclica. Nel suo quintetto per pianoforte in Mi bemolle, Op. 44, Schumann inserì una doppia fuga nel finale, utilizzando il tema del primo movimento e quello dell'ultimo. Sia Schumann che Mendelssohn, seguendo l'esempio di Beethoven, fecero rivivere la fuga, che era caduta in disgrazia fin dal periodo barocco. Tuttavia, invece di scrivere rigorose fughe, usarono il contrappunto come un altro modo di "conversazione" tra gli strumenti di musica da camera. Molti dei lavori da camera di Schumann, inclusi tutti e tre i suoi quartetti d'archi e il suo quartetto di pianoforte, hanno sezioni contrappuntistiche intrecciate perfettamente nella trama compositiva complessiva.
I compositori della prima metà del XIX secolo erano molto consapevoli del paradigma "conversazionale" stabilito da Haydn e Mozart. Schumann scrisse che in un vero quartetto "ognuno ha qualcosa da dire... una conversazione, spesso veramente bella, spesso stranamente e torbidamente intrecciata, tra quattro persone". La loro consapevolezza è esemplificata dal compositore e violinista virtuoso Louis Spohr. Egli divise i suoi 36 quartetti d'archi in due tipi: il quatuor brillante, essenzialmente un concerto per violino con accompagnamento di trio d'archi, e quatuor dialog, nella tradizione "conversazionale".

### Musica da camera e società del XIX secolo

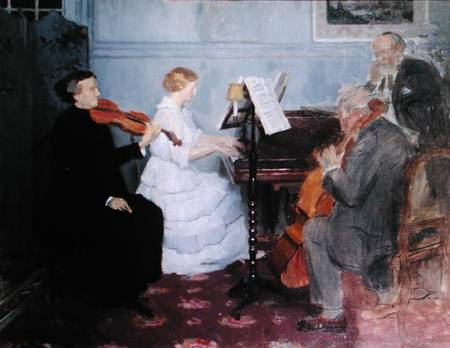
Musica in casa nel XIX secolo; dipinto di Jules-Alexandre Grün.

Durante il XIX secolo, con l'avvento della nuova tecnologia guidata dalla rivoluzione industriale, la musica stampata divenne più economica e quindi più accessibile, mentre la produzione musicale domestica ottenne una popolarità diffusa. I compositori iniziarono a incorporare nuovi elementi e tecniche nelle loro opere per fare appello a questo mercato aperto, poiché c'era un crescente desiderio dei consumatori per la musica da camera. Mentre i miglioramenti negli strumenti portarono a un maggior numero di esecuzioni pubbliche di musica da camera, questa rimase un tipo di musica da suonare in ambienti domestici. Società di quartetti amatoriali sorsero in tutta Europa, e nessuna città di medie dimensioni in Germania o in Francia ne era priva. Queste società sponsorizzavano "concerti domestici", compilavano biblioteche musicali e incoraggiavano l'esecuzione di quartetti e altri ensemble. Nei paesi europei, in particolare in Germania e Francia, musicisti affini si riunivano e iniziavano a sviluppare un forte legame con la comunità. I compositori erano molto versati nel comporre opere orchestrali e opere virtuosistiche solistiche, che costituivano la maggior parte del repertorio del concerto pubblico. Tra i primi compositori francesi Camille Saint-Saëns e César Franck.
A parte i paesi austro-germanici "centrali", ci fu una fioritura della sottocultura della musica da camera in altre regioni come la Gran Bretagna. Lì la musica da camera veniva spesso eseguita da uomini della classe alta e media con abilità musicali meno avanzate in un ambiente inaspettato come gruppi informali in una residenza privata con pochi ascoltatori. In Gran Bretagna, le forme più comune di composizioni di musica da camera furono il quartetto d'archi, le canzoni sentimentali e le opere da camera per pianoforte come il trio con pianoforte, in un certo senso, descrive la concezione standard del convenzionale "fare musica vittoriano". A metà del XIX secolo, con l'ascesa del movimento femminista, anche le donne iniziarono ad essere accettate a partecipare alla musica da camera.
Vennero composti migliaia di quartetti da centinaia di compositori; tra il 1770 e il 1800, vennero pubblicati più di 2000 quartetti, e il ritmo non diminuì nel secolo successivo. Per tutto il XIX secolo, i compositori pubblicarono quartetti d'archi ormai a lungo trascurati: George Onslow scrisse 36 quartetti e 35 quintetti; Gaetano Donizetti compose decine di quartetti, Antonio Bazzini, Antonín Reicha, Carl Reissiger, Josef Suk e altri scrissero a profusione per soddisfare un'insaziabile richiesta di quartetti. Inoltre, c'era un vivace mercato per gli arrangiamenti per quartetto d'archi di melodie popolari, opere per pianoforte, sinfonie e arie d'opera.
Ma erano all'opera forze opposte. La metà del XIX secolo vide l'ascesa di virtuosi eccezionali, che distolsero l'attenzione dalla musica da camera verso le esibizioni da solista. Il pianoforte, che poteva essere prodotto in serie, divenne uno strumento preferito e molti compositori, come Chopin e Liszt, componevano principalmente se non esclusivamente per pianoforte.

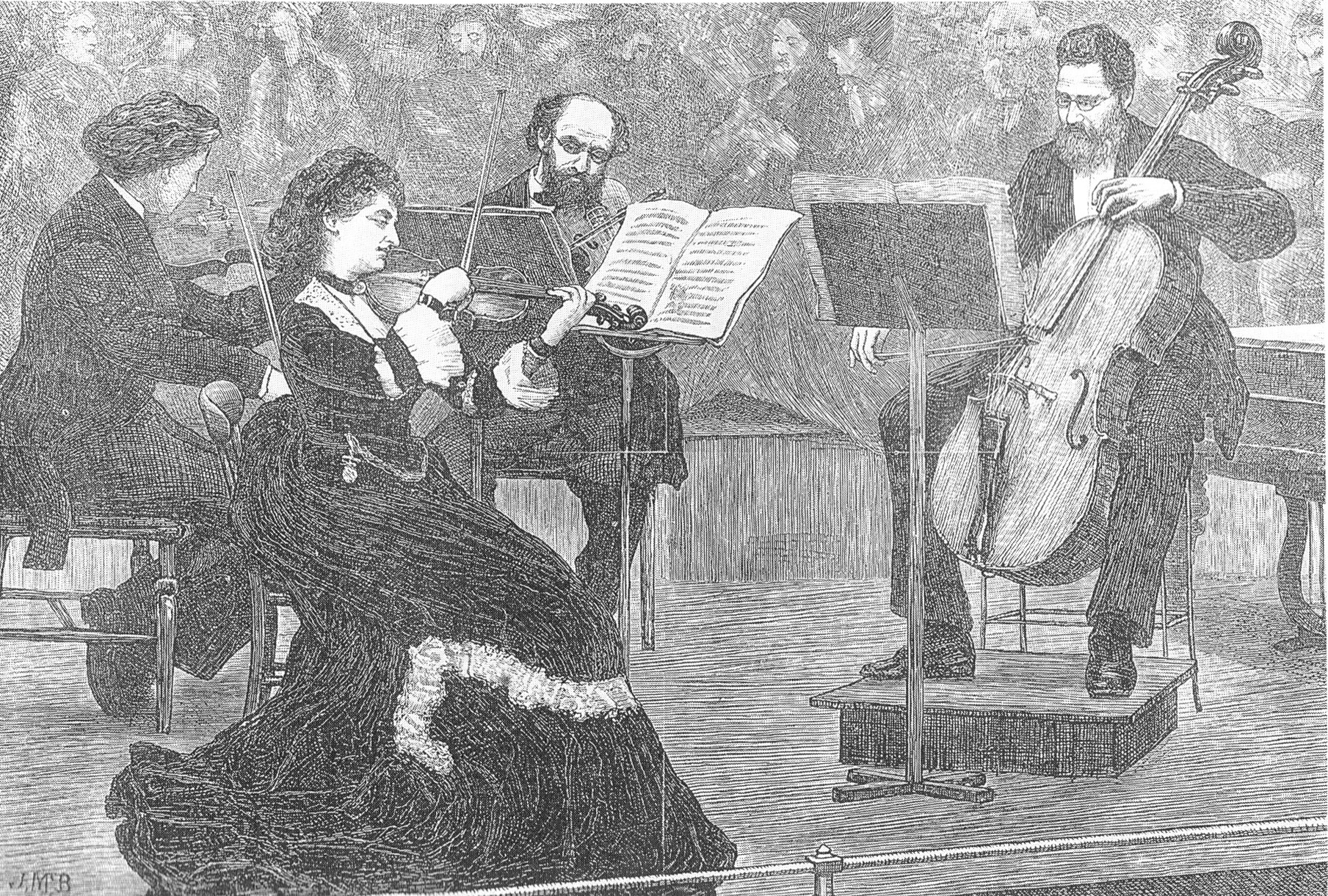
Vilemina Norman Neruda mentre dirige un quartetto d'archi, circa 1880

L'ascesa del pianoforte e della composizione sinfonica non era solo una questione di preferenza; era anche una questione di ideologia. Nel 1860, tra i musicisti romantici crebbe uno scisma sulla direzione della musica. Molti compositori tendevano ad esprimere la loro personalità romantica attraverso le loro opere. Per il momento, queste opere da camera non erano necessariamente dedicate a uno specifico soggetto. Famose opere da camera come il Trio per pianoforte in Re minore di Fanny Mendelssohn, il Trio in Mi bemolle maggiore di Beethoven e il Quintetto per pianoforte in La maggiore di Franz Schubert sono tutte molto personali. Liszt e Richard Wagner guidarono un movimento che sosteneva che la "musica pura" aveva fatto il suo corso con Beethoven, e quella nuova, la musica a programma, in cui la musica creava "immagini" con le sue melodie era il futuro dell'arte. I compositori di questa scuola non conoscevano la musica da camera. A questa opinione si opponevano Johannes Brahms e i suoi collaboratori, in particolare il potente critico musicale Eduard Hanslick. Questa "guerra dei romantici" scosse il mondo artistico dell'epoca, con scambi di vituperi tra i due campi, boicottaggi di concerti e petizioni.
Sebbene il modo di suonare amatoriale avesse prosperato per tutto il XIX secolo, questo fu anche un periodo di crescente professionalizzazione della musica da camera. Quartetti professionisti iniziarono a dominare il palcoscenico dei concerti di musica da camera. L'Hellmesberger Quartet, guidato da Joseph Hellmesberger, e il Joachim Quartet, guidato da Joseph Joachim, eseguirono la prima di nuovi quartetti d'archi di Brahms e altri compositori. Un altro famoso quartetto fu quello di Vilemina Norman Neruda, noto anche come Lady Hallé. Infatti, durante l'ultimo terzo del secolo, le esecutrici iniziarono a prendere posto sul palco dei concerti: un quartetto d'archi tutto al femminile guidato da Emily Shinner, e il quartetto Lucas, anch'esso costituito da tutte donne, furono due esempi notevoli.

### Verso il XX secolo

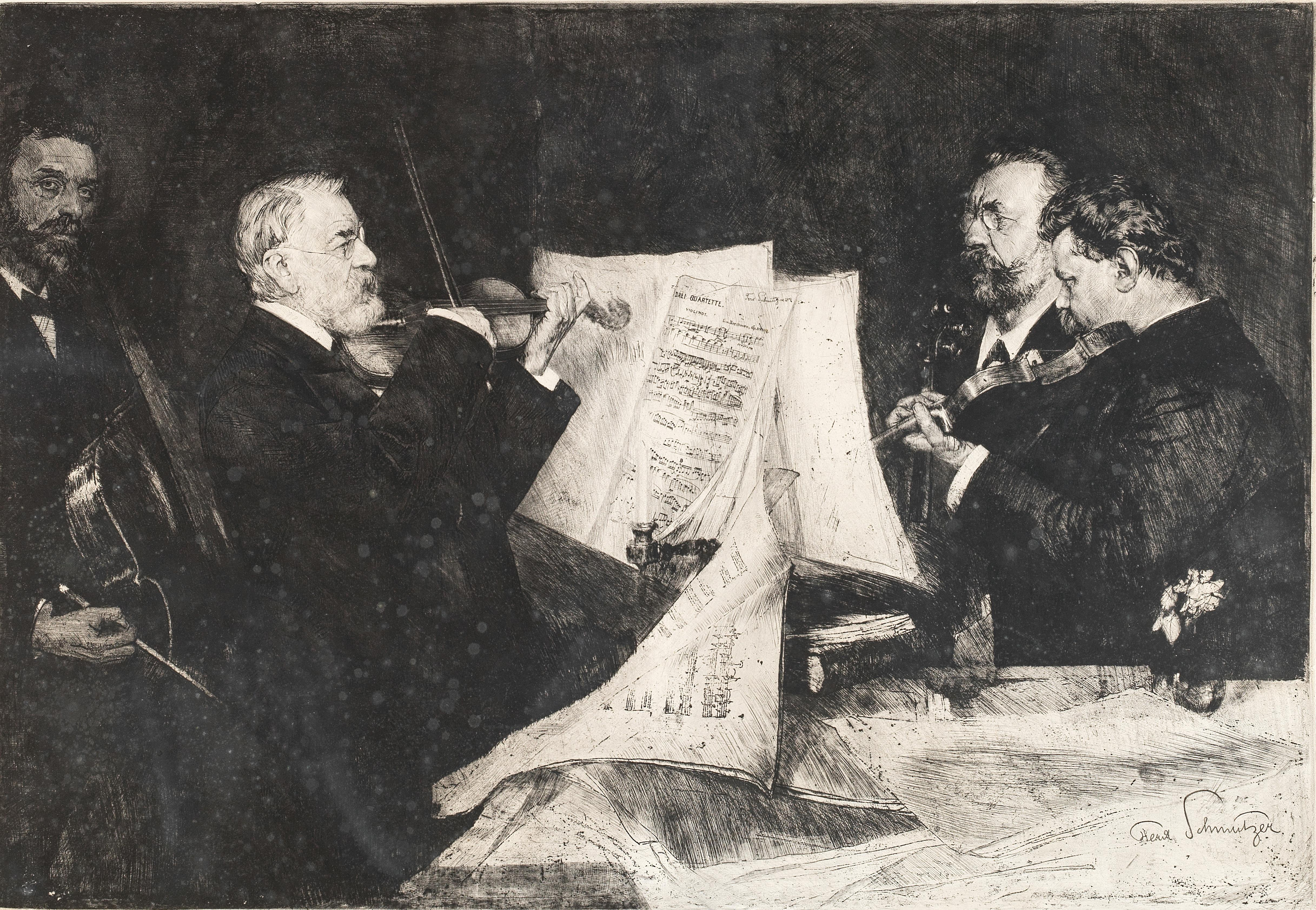
Il Joachim Quartet, diretto dal violinista Joseph Joachim. Eseguì le prime esecuzioni di molti quartetti di Johannes Brahms.

Fu Johannes Brahms a portare la fiaccola della musica romantica verso il XX secolo. Annunciato da Robert Schumann come il falsario di "nuove strade" nella musica, la musica di Brahms è un ponte tra il classico e il moderno. Da un lato, Brahms era un tradizionalista, conservando le tradizioni musicali di Bach e Mozart. Nella sua musica da camera, usa tecniche tradizionali di contrappunto, incorporando fughe e canoni in ricche trame "conversazionali" e armoniche. D'altra parte, Brahms ampliò la struttura e il vocabolario armonico della musica da camera, sfidando le nozioni tradizionali di tonalità. Un esempio di ciò è nel Sestetto per archi n. 2 di Brahms, op. 36.
Tradizionalmente, i compositori scrivevano il primo tema di un pezzo nella relativa chiave, stabilendo fermamente quella chiave come tonica o chiave del pezzo. Il tema di apertura dell'op. 36 inizia sulla tonica (Sol maggiore), ma già dalla terza misura modula alla chiave non correlata di Mi bemolle maggiore. Man mano che il tema si sviluppa, spazia attraverso varie tonalità prima di tornare alla tonica di Sol maggiore. Questa "audacia armonica", come la descrive Swafford, aprì la strada a esperimenti più audaci.
Non solo nell'armonia, ma anche nella struttura musicale complessiva, Brahms fu un innovatore. Sviluppò una tecnica che Arnold Schönberg ha descritto come "variazione in via di sviluppo". Piuttosto che frasi definite in modo discreto, Brahms spesso esegue frase in frase e mescola motivi melodici per creare un tessuto di melodia continua. Schoenberg, il creatore del sistema a 12 toni della composizione, fece risalire le radici del suo modernismo a Brahms, nel suo saggio "Brahms il progressista".
In totale, Brahms pubblicò 24 opere di musica da camera, tra cui tre quartetti d'archi, cinque trii con pianoforte, il Quintetto per pianoforte e archi, op. 34, e altre opere. Tra i suoi ultimi lavori ricordiamo il Quintetto per clarinetto, op. 115 e un trio per clarinetto, violoncello e pianoforte. Compose un trio per l'insolita combinazione di pianoforte, violino e corno, op. 40. Compose inoltre Due canti per voce, viola e pianoforte, op. 91, riprendendo la forma della voce con archi obbligati che era stata praticamente abbandonata a partire dal Barocco.

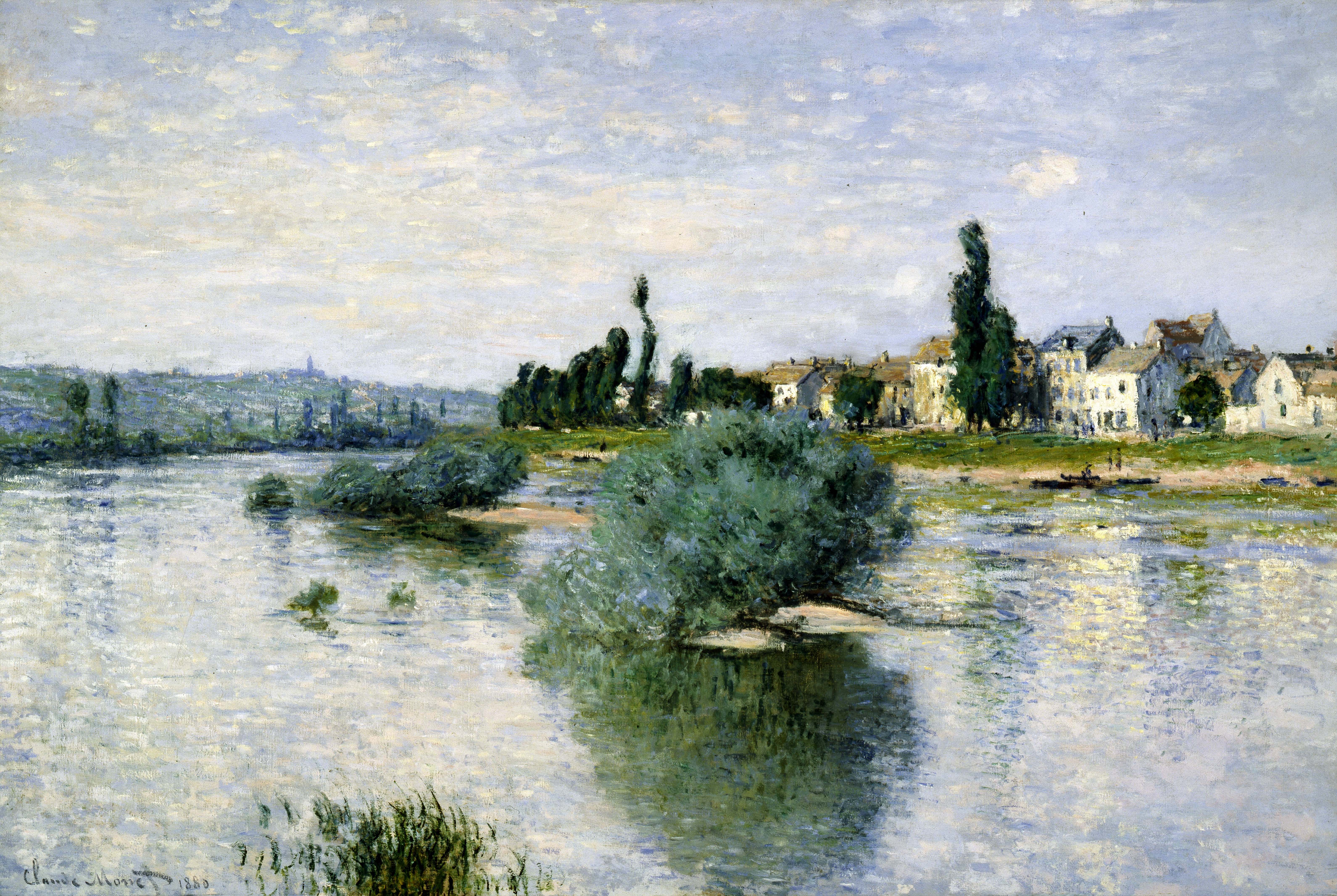
La Senna a Lavacourt di Claude Monet. Nell'impressionismo la musica e l'arte cercavano effetti simili all'etereo e all'atmosfera.

L'esplorazione della tonalità e della struttura iniziò da Brahms è proseguì con i compositori di scuola francese. Il quintetto per pianoforte in Fa minore di César Franck, composto nel 1879, stabilì ulteriormente la forma ciclica esplorata per la prima volta da Schumann e Mendelssohn, riutilizzando lo stesso materiale tematico in ciascuno dei tre movimenti. Il quartetto d'archi, op. 10 di Claude Debussy, è considerato uno spartiacque nella storia della musica da camera. Il quartetto utilizza la struttura ciclica, e costituisce un definitivo divorzio dalle regole dell'armonia classica. "Tutti i suoni in qualsiasi combinazione e in qualsiasi successione sono d'ora in poi liberi di essere utilizzati in una continuità musicale", scrisse Debussy. Pierre Boulez disse che Debussy liberò la musica da camera da una "struttura rigida, retorica congelata ed esteticamente rigida".
Il quartetto di Debussy, come i quartetti d'archi di Maurice Ravel e di Gabriel Fauré, crearono un nuovo colore di tono per la musica da camera, un colore e una trama associati alla musica impressionista. Il violista James Dunham, componente dei Quartetti di Cleveland e Sequoia, scrisse del Quartetto di Ravel: "Sono stato semplicemente sopraffatto dall'onda sonora, dalla sensazione dei colori che cambiano continuamente ..." Per questi compositori, gli ensemble da camera erano il veicolo ideale per trasmettere questo senso atmosferico e le opere da camera costituivano gran parte della loro produzione.

### Nazionalismo nella musica da camera

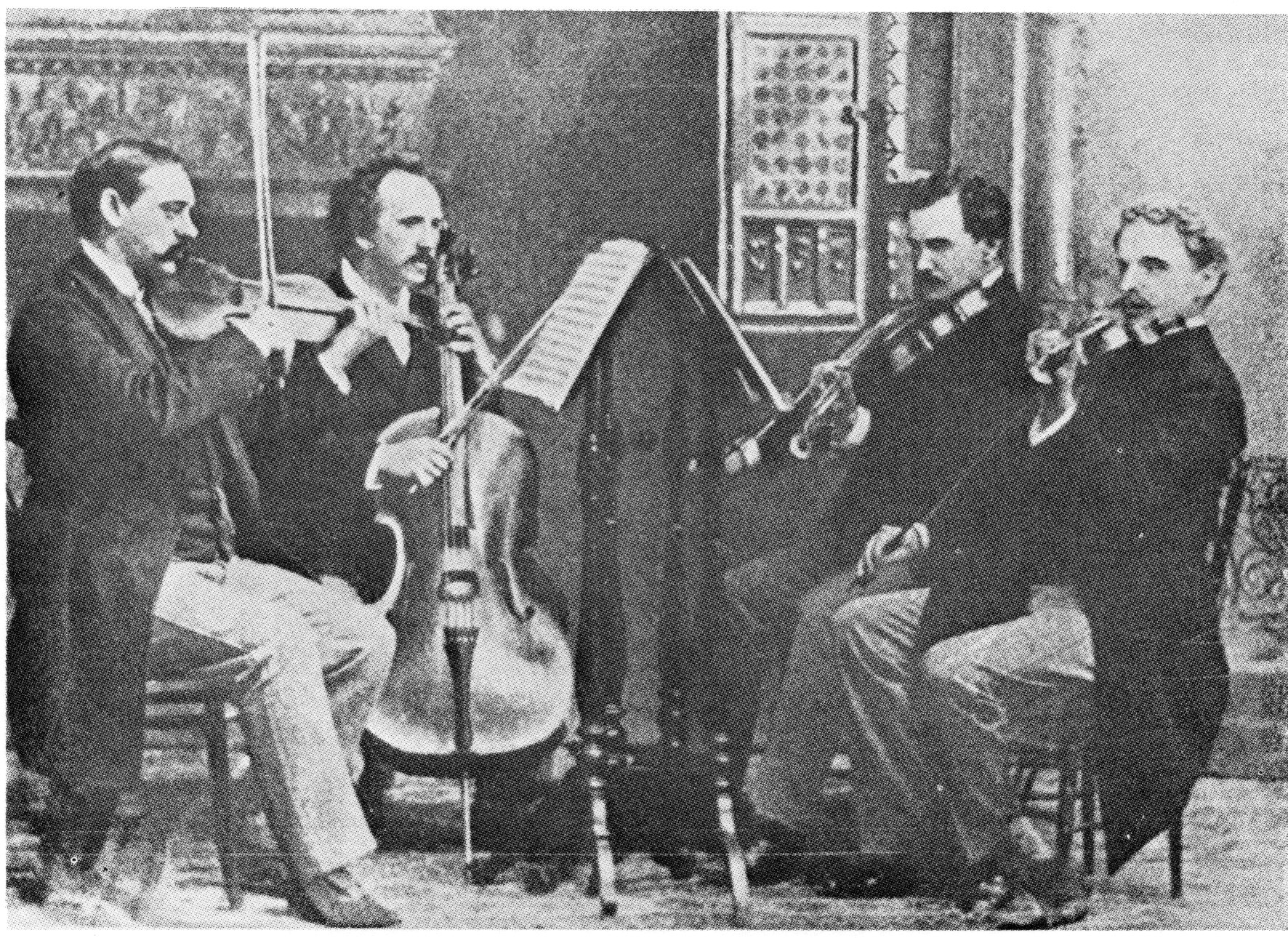
Il quartetto Kneisel, diretto da Franz Kneisel. Eseguì la prima del Quartetto Op. 96 di Antonín Dvořák.

Parallelamente alla tendenza a cercare nuove modalità di tonalità e consistenza, ci fu un altro nuovo sviluppo nella musica da camera: l'ascesa del nazionalismo. I compositori si rivolsero sempre più ai ritmi e alle tonalità delle loro terre d'origine per trarre ispirazione e materiale tematico. "L'Europa è stata spinta, dalla tendenza romantica, a stabilire in materia musicale i confini nazionali sempre più nettamente", scrisse Alfred Einstein. "La raccolta e il setacciamento di antichi tesori melodici tradizionali ... hanno costituito la base per un'arte-musica creativa." Per molti di questi compositori, la musica da camera era il veicolo naturale per esprimere i propri caratteri nazionali.
Il compositore ceco Antonín Dvořák creò, nella sua musica da camera, una nuova voce per la musica della sua nativa Boemia. In 14 quartetti d'archi, tre quintetti per archi, due quartetti per pianoforte, un sestetto per archi, quattro trii per pianoforte e numerose altre composizioni da camera, Dvořák incorporò la musica e i modi folk come parte integrante delle sue composizioni. Ad esempio, nel Quintetto per pianoforte in la maggiore op. 81, il movimento lento è una Dumka, una ballata popolare slava che alterna un canto espressivo lento e una danza veloce. La fama di Dvořák nello stabilire una musica d'arte nazionale era così grande che il filantropo e conoscitore di musica di New York Jeannette Thurber lo invitò negli Stati Uniti, a dirigere un conservatorio che avrebbe stabilito uno stile musicale americano. Lì, Dvořák scrisse il suo Quartetto d'archi in Fa maggiore, op. 96, soprannominato "L'americano". Durante la composizione del lavoro, Dvořák osservò a lungo un gruppo di indiani Kickapoo che eseguivano danze e canti nativi, e queste canzoni potrebbero essere state incorporate nel quartetto.
Bedřich Smetana, un altro ceco, compose un trio con pianoforte e un quartetto d'archi, entrambi i quali incorporano ritmi e melodie cechi nativi. In Russia, la musica popolare permeava le opere dei compositori della fine del XIX secolo. Pëtr Il'ič Čajkovskij utilizzò una tipica danza popolare russa nel movimento finale del suo sestetto d'archi, Souvenir de Florence, op. 70. Il Quartetto n. 2 di Alexander Borodin contiene riferimenti alla musica popolare, e il lento movimento notturno ricorda i modi mediorientali che erano in voga nel mondo musulmano, in zone della Russia meridionale. Edvard Grieg utilizzò lo stile musicale della sua nativa Norvegia nel suo Quartetto d'archi in Sol minore, op. 27 e nelle Sonate per violino.
In Ungheria, i compositori Zoltán Kodály e Béla Bartók aprirono la strada alla scienza dell'etnomusicologia eseguendo uno dei primi studi completi sulla musica popolare. Spaziando nelle province magiare, trascrissero, registrarono e classificarono decine di migliaia di melodie popolari. Utilizzarono questi brani nelle loro composizioni, che sono caratterizzate dai ritmi asimmetrici e dalle armonie modali di quella musica. Le loro composizioni di musica da camera, e quelle del compositore ceco Leoš Janáček, combinavano la tendenza nazionalista con la ricerca di nuove tonalità del XX secolo. I quartetti d'archi di Janáček non solo incorporano le tonalità della musica popolare ceca, ma riflettono anche i ritmi del discorso in ceco.

### Nuovi suoni per un nuovo mondo
La fine della tonalità occidentale, iniziata sottilmente da Brahms e resa esplicita da Debussy, mise in crisi i compositori del XX secolo. Non si trattava semplicemente di trovare nuovi tipi di armonie e sistemi melodici per sostituire la scala diatonica che era alla base dell'armonia occidentale; l'intera struttura della musica occidentale, le relazioni tra i movimenti e tra gli elementi strutturali all'interno dei movimenti, era basata sulle relazioni tra le diverse chiavi. Quindi i compositori vennero sfidati a costruire una struttura completamente nuova per la musica.
Questo è stato unito alla sensazione che l'era che aveva visto l'invenzione delle automobili, del telefono, dell'illuminazione elettrica e della guerra mondiale avesse bisogno di nuove modalità di espressione. "Il secolo dell'aereo merita la sua musica", scriveva Debussy.

#### Ispirazione dalla musica popolare

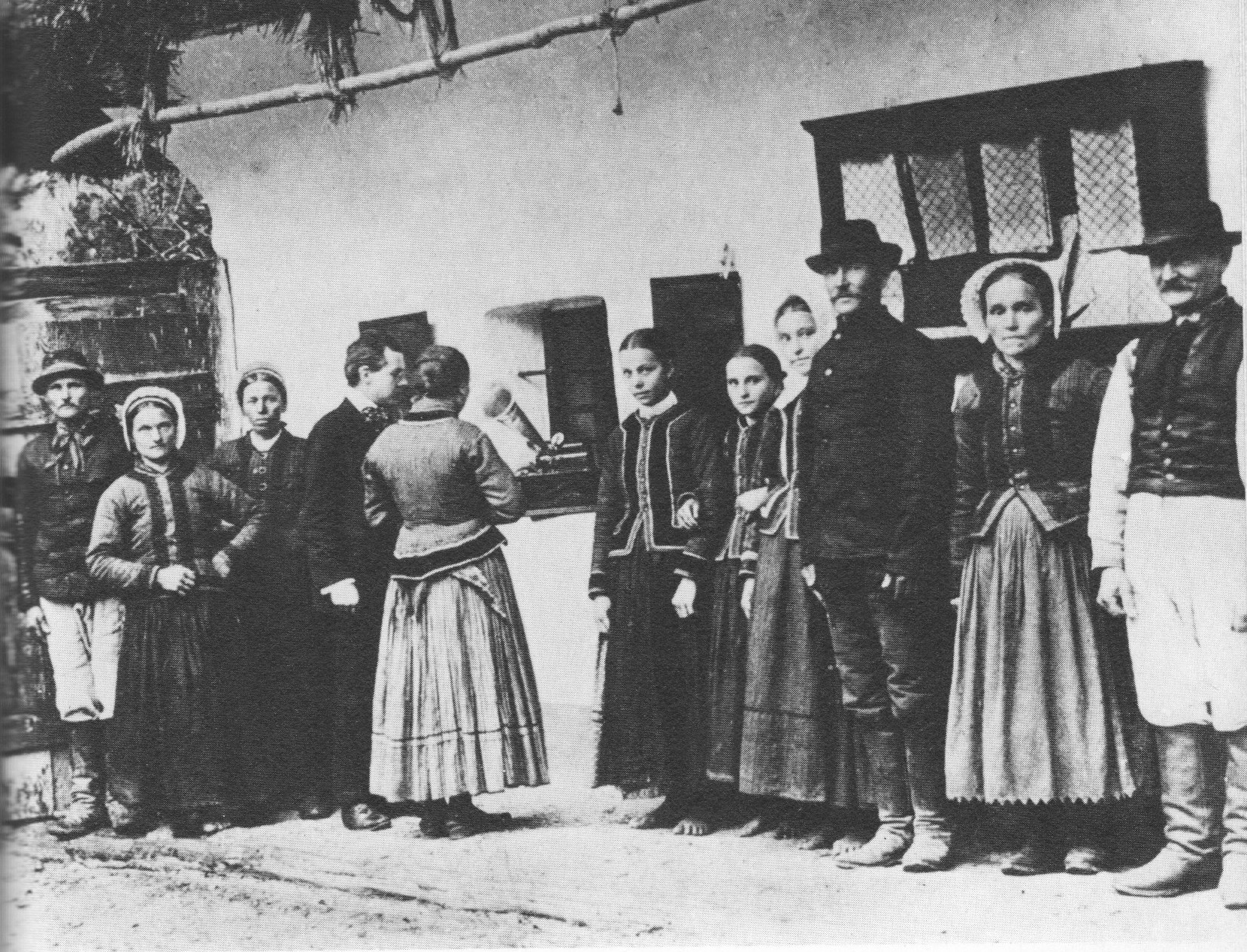
Registrazione, da parte di Béla Bartók, di canzoni popolari eseguite da contadini cechi, 1908

La ricerca di una nuova musica prese diverse direzioni. La prima, guidata da Bartók, fu verso i costrutti tonali e ritmici della musica popolare. La ricerca di Bartók sulla musica popolare ungherese e di altri paesi dell'Europa orientale e del Medio Oriente gli rivelò un mondo musicale costruito su scale musicali che non erano né maggiori né minori, e ritmi complessi che erano estranei alla sala da concerto. Nel suo quinto quartetto, per esempio, Bartók usa un tempo in chiave di {\displaystyle {\tfrac {3+2+2+3}{8}}}, "sorprendente per il musicista di formazione classica, ma una seconda natura per il musicista folk". Strutturalmente, inoltre, Bartók spesso inventava o prendeva in prestito da modi popolari. Nel sesto quartetto d'archi, ad esempio, Bartók inizia ogni movimento con una melodia lenta ed elegiaca, seguita dal materiale melodico principale, e conclude il quartetto con un movimento lento che è interamente costruito su questa elegia. Questa è una forma comune in molte culture di musica popolare.
I sei quartetti d'archi di Bartók sono spesso paragonati agli ultimi quartetti di Beethoven. In essi, Bartók costruisce nuove strutture musicali, esplora sonorità mai prodotte in precedenza nella musica classica (ad esempio, il pizzicato a scatto, in cui l'esecutore solleva la corda e la lascia scattare sulla tastiera con un ronzio udibile), e crea modalità espressive che distinguono queste opere da tutte le altre. "Gli ultimi due quartetti di Bartók proclamano la santità della vita, il progresso e la vittoria dell'umanità nonostante i pericoli antiumanistici del tempo", scrive l'analista John Herschel Baron. L'ultimo quartetto, scritto quando Bartók si stava preparando a fuggire dall'invasione nazista dell'Ungheria per una nuova e incerta vita negli Stati Uniti, è spesso visto come una dichiarazione autobiografica della tragedia dei suoi tempi.
Bartók non fu solo nelle sue esplorazioni della musica popolare. I Three Pieces for String Quartet di Igor Stravinsky sono strutturati come tre canti popolari russi, piuttosto che come un classico quartetto d'archi. Stravinsky, come Bartók, usava ritmi asimmetrici in tutta la sua musica da camera; la Histoire du soldat, nell'arrangiamento di Stravinsky per clarinetto, violino e pianoforte, sposta costantemente le indicazioni di tempo tra due, tre, quattro e cinque battute. In Gran Bretagna, i compositori Ralph Vaughan Williams, William Turner Walton e Benjamin Britten attinsero alla musica folk inglese per gran parte della loro musica da camera: Vaughan Williams incorporò canti popolari e suonate country nel suo primo quartetto d'archi. Il compositore americano Charles Ives compose musica che era distintamente americana. Ives diede titoli programmatici a gran parte della sua musica da camera; il suo primo quartetto d'archi, per esempio, si chiama "From the Salvation Army" e cita inni protestanti americani in diversi punti.

#### Serialismo, politonalità e poliritmi

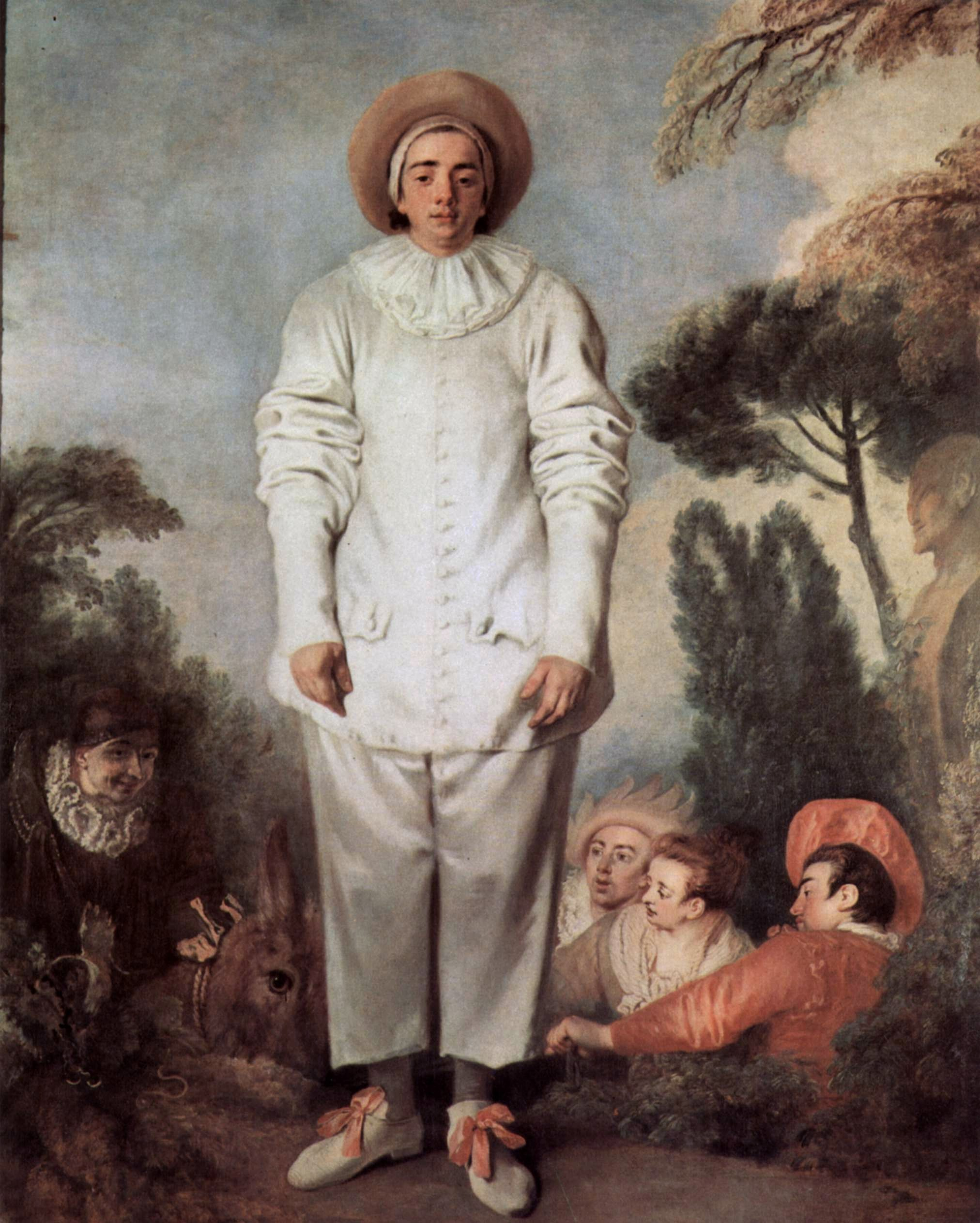
Gilles, soggetto della suite atonale di Schoenberg, Pierrot Lunaire

Una seconda direzione nella ricerca di una nuova tonalità era il serialismo dodecafonico. Arnold Schönberg sviluppò la dodecafonia in alternativa alla struttura fornita dal sistema diatonico. Il suo metodo consiste nel costruire un pezzo utilizzando una serie delle dodici note della scala cromatica, permutandolo e sovrapponendolo a se stesso per creare la composizione.
Schoenberg non arrivò immediatamente al metodo seriale. Il suo primo lavoro da camera, il sestetto per archi Verklärte Nacht, era per lo più un lavoro tardo romantico tedesco, sebbene fosse audace nell'uso delle modulazioni. Il primo lavoro decisamente atonale fu il Quartetto d'archi n. 2; l'ultimo movimento di questo quartetto, che include un soprano, è privo di tonalità. Schoenberg esplorò ulteriormente l'atonalità con Pierrot Lunaire, per voce, flauto o ottavino, clarinetto, violino, violoncello e pianoforte. Il cantante usa una tecnica chiamata Sprechstimme, a metà tra il discorso e il canto.
Dopo aver sviluppato la tecnica dodecafonica, Schoenberg compose una serie di lavori da camera, tra cui altri due quartetti d'archi, un trio d'archi e un quintetto di fiati. Fu seguito da un certo numero di altri compositori dodecafonici, i più importanti dei quali furono i suoi allievi Alban Berg, che compose la Lyric Suite per quartetto d'archi , e Anton Webern, nei Cinque movimenti per quartetto d'archi, op. 5.
La tecnica dodecafonica non fu l'unico nuovo esperimento sulla tonalità. Darius Milhaud 
sviluppò l'uso della politonalità, cioè musica in cui diversi strumenti suonano contemporaneamente in tonalità diverse. Milhaud compose 18 quartetti d'archi; i quartetti numero 14 e 15 sono scritti in modo che ciascuno possa essere suonato da solo, oppure due possano essere suonati contemporaneamente come un ottetto. Milhaud usava anche idiomi jazz, come nella sua Suite per clarinetto, violino e pianoforte.
Il compositore americano Charles Ives usò non solo la politonalità, nelle sue opere da camera, ma anche la polimetria. Nel suo Quartetto d'archi n. 1 inserì una sezione in cui il primo violino e la viola suonano in {\displaystyle {\tfrac {3}{4}}} mentre il secondo violino e il violoncello in {\displaystyle {\tfrac {4}{4}}}.

#### Neoclassicismo
La pletora di direzioni prese dalla musica nel primo quarto del XX secolo portarono a una reazione di molti compositori. Guidati da Stravinsky, questi guardavano alla musica dell'Europa preclassica per ispirazione e stabilità. Mentre le opere neoclassiche di Stravinsky, come il "Quartetto a doppio canone per archi", sono modellate su forme barocche e classiche: il canone, la fuga e la forma sonata barocca.
Paul Hindemith fu un altro neoclassico. I suoi numerosi lavori da camera sono essenzialmente tonali, sebbene utilizzino molte armonie dissonanti. Hindemith compose sette quartetti d'archi e due trii d'archi, tra le altre opere da camera. In un'epoca in cui i compositori scrivevano opere di crescente complessità, al di là della portata dei musicisti dilettanti, Hindemith riconobbe esplicitamente l'importanza del fare musica amatoriale e scrisse intenzionalmente pezzi che erano alla portata dei musicisti non professionisti.
Le opere che il compositore riassunse come Kammermusik, una raccolta di otto composizioni estese, sono principalmente concertanti, paragonabili ai Concerti brandeburghesi di Bach.
Dmitri Shostakovich fu uno dei più prolifici compositori di musica da camera del XX secolo, scrivendo 15 quartetti d'archi, due trii per pianoforte, il quintetto per pianoforte e numerose altre opere da camera. La musica di Shostakovich fu a lungo tempo bandita in Unione Sovietica e lo stesso Shostakovich fu in pericolo personale di deportazione in Siberia. Il suo Quartetto d'archi n. 8 è un'opera autobiografica, che esprime la sua profonda depressione dovuta all'ostracismo, al limite del suicidio:
 ha citazioni da composizioni precedenti e utilizza il motivo a quattro note DSCH, le iniziali del compositore.

### Allungare i limiti
Nel corso del secolo, molti compositori crearono opere per piccoli ensemble che, sebbene formalmente possano essere considerate musica da camera, hanno messo in discussione molte delle caratteristiche fondamentali che avevano definito il genere negli ultimi 150 anni.

#### Musica degli amici
L'idea di comporre musica che potesse essere suonata in casa, venne in gran parte abbandonata. Bartók è stato tra i primi a rinunciare a questa idea. "Bartók non ha mai concepito questi quartetti per esibizioni private, ma piuttosto per grandi concerti pubblici." A parte le molte difficoltà tecniche quasi insormontabili di molti pezzi moderni, alcuni di essi sono difficilmente adatti per l'esecuzione in una piccola stanza. Ad esempio, Different Trains di Steve Reich è composto per quartetto d'archi dal vivo e nastro registrato, che mette insieme un collage sonoro accuratamente orchestrato di parole, suoni di treni registrati e tre quartetti d'archi.

#### Paradigma conversazionale
Dall'invenzione dei dispositivi di telecomunicazione elettrica nel XIX secolo, i musicisti di un quartetto d'archi possono persino condurre una conversazione quando sorvolano il pubblico in quattro elicotteri separati, come nel Helikopter-Streichquartett di Karlheinz Stockhausen. Quando il pezzo è stato eseguito nel 1995, i musicisti avevano degli auricolari con un click track per consentire loro di suonare al momento giusto.

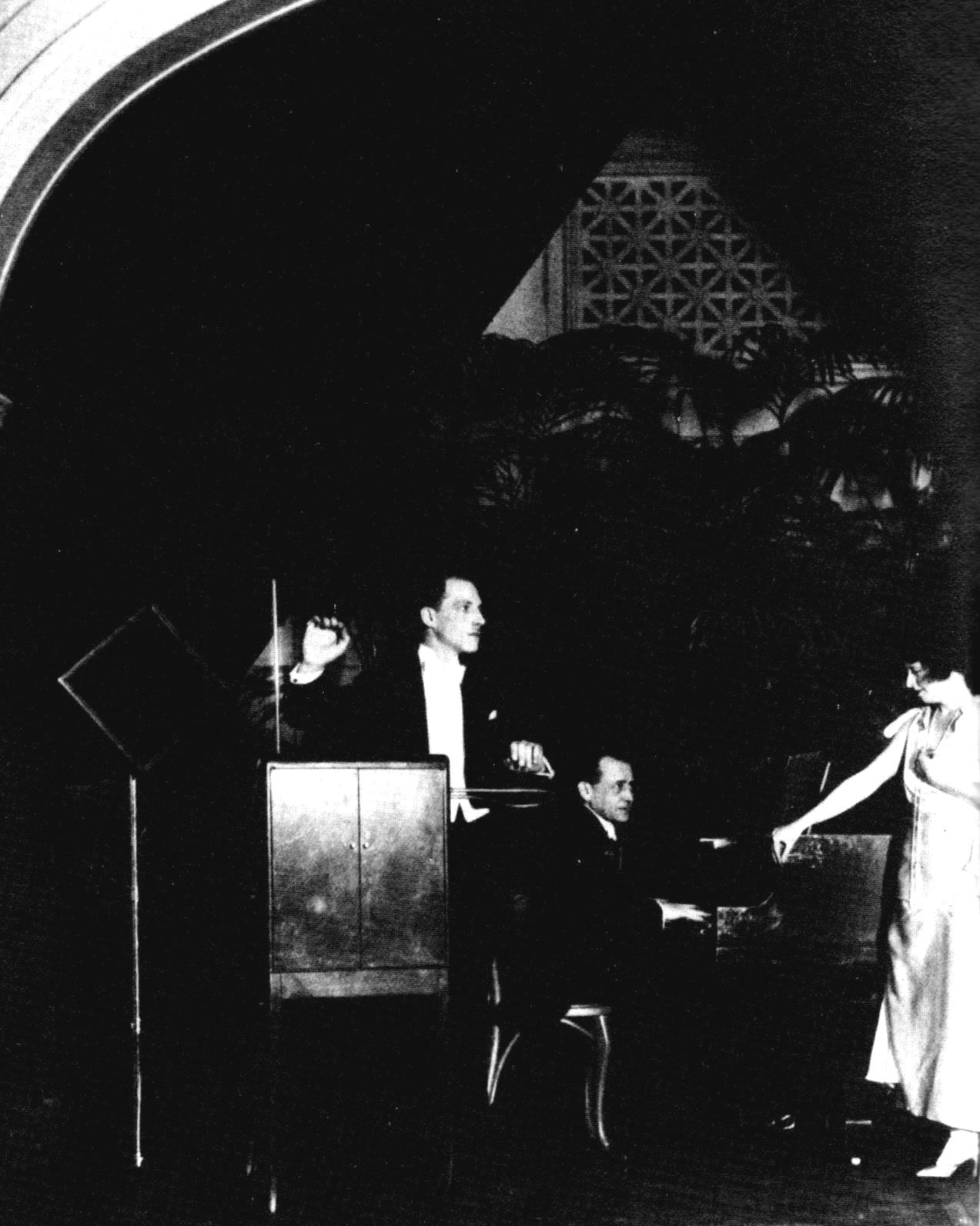
Léon Theremin mentre esegue un trio per voce, pianoforte e theremin, 1924

#### Relazione tra compositore ed esecutore
Tradizionalmente, il compositore scriveva le note e l'esecutore le interpretava. Ma questo non è più il caso di molta musica moderna. In Für kommende Zeiten (per i tempi a venire), Stockhausen scrive istruzioni verbali che descrivono cosa devono suonare gli artisti. "Costellazioni di stelle/con punti comuni/e stelle cadenti ... Fine improvvisa" è un esempio.
Il compositore Terry Riley descrive come lavora con il Kronos Quartet, un ensemble dedicato alla musica contemporanea: "Quando scrivo una partitura per loro, è una partitura inedita. Ho inserito solo una minima quantità di dinamica e segni di fraseggio ...passiamo molto tempo a provare idee diverse per dare forma alla musica, per formarla. Alla fine del processo, gli artisti "possiedono" realmente la musica. Questo per me è il modo migliore per interagire tra compositori e musicisti".

#### Nuovi suoni
I compositori cercano nuovi timbri, lontani dalla tradizionale miscela di archi, pianoforte e fiati che caratterizzava la musica da camera nel XIX secolo. Questa ricerca ha portato all'incorporazione di nuovi strumenti nel XX secolo, come il theremin e il sintetizzatore nelle composizioni di musica da camera.
Molti compositori hanno cercato nuovi timbri nell'ambito degli strumenti tradizionali. "I compositori iniziano a sentire nuovi timbri e nuove combinazioni timbriche, che sono importanti per la nuova musica del XX secolo quanto la cosiddetta rottura della tonalità funzionale", scrive lo storico della musica James McCalla. Gli esempi sono numerosi: la Sonata per due pianoforti e percussioni di Bartók (1937), il Pierrot lunaire di Schoenberg, il Quartertone Pieces per due pianoforti accordati di Charles Ives. Altri compositori hanno utilizzato l'elettronica e tecniche estese per creare nuove sonorità. Un esempio è Black Angels di George Crumb, per quartetto d'archi elettrici (1970). I musicisti non solo utilizzano i loro strumenti amplificati, ma li percuotono anche con dei ditali, li pizzicano con graffette e suonano dalla parte sbagliata del ponte o tra le dita e il capotasto. Altri compositori hanno cercato di esplorare i timbri creati includendo strumenti che non sono spesso associati a un tipico ensemble orchestrale. Ad esempio, Robert Davine esplora i timbri orchestrali della fisarmonica quando è inclusa in un tradizionale trio di fiati nel suo Divertimento per fisarmonica, flauto, clarinetto e fagotto.
Cosa significano questi cambiamenti per il futuro della musica da camera? "Con i progressi tecnologici sono arrivate questioni di estetica e cambiamenti sociologici nella musica", scrive l'analista Baron. "Questi cambiamenti hanno spesso portato ad accuse che la tecnologia ha distrutto la musica da camera e che il progresso tecnologico è inversamente proporzionale al valore musicale. La ferocia di questi attacchi sottolinea solo quanto siano fondamentali questi cambiamenti, e solo il tempo dirà se l'umanità ne trarrà beneficio.

### Nella società contemporanea
Gli analisti concordano sul fatto che il ruolo della musica da camera nella società sia profondamente cambiato negli ultimi 50 anni; eppure c'è poco accordo su cosa sia questo cambiamento. Da un lato, Baron sostiene che "la musica da camera in casa ... è rimasta molto importante in Europa e in America fino alla seconda guerra mondiale, dopo di che la crescente invasione della radio e della registrazione ne ha ridotto considerevolmente la portata". Questa visione è supportata da impressioni soggettive. "Oggi ci sono molti più milioni di persone che ascoltano musica, ma molti meno suonano musica da camera solo per il piacere di farlo", afferma il direttore d'orchestra e pianista Daniel Barenboim.

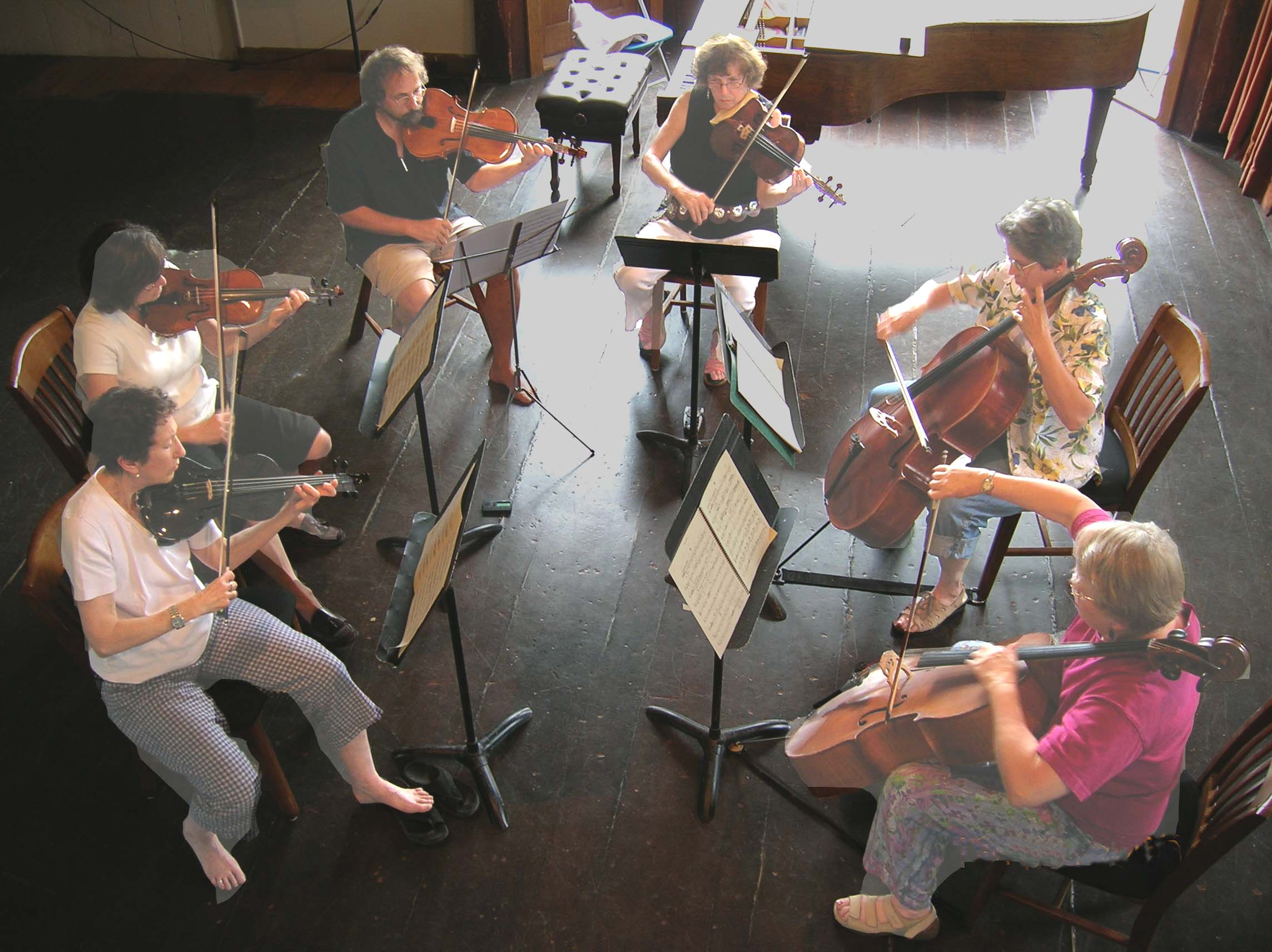
Dilettanti suonano un sestetto d'archi.

Tuttavia, recenti sondaggi suggeriscono che c'è, al contrario, una rinascita del fare musica in casa. Nel programma radiofonico "I dilettanti aiutano a mantenere viva la musica da camera" del 2005, la giornalista Theresa Schiavone cita un sondaggio Gallup che mostra un aumento della vendita di strumenti a corda in America. Joe Lamond, presidente della National Association of Music Manufacturers (NAMM) attribuisce l'aumento alla crescita della produzione musicale domestica da parte degli adulti che si avvicinano alla pensione. "Guarderei davvero ai dati demografici dei [baby] boomer", ha detto in un'intervista. Queste persone "stanno iniziando a cercare qualcosa che sia importante per loro ... niente li fa sentire meglio che suonare musica".
Uno studio dell'Ufficio europeo della musica, nel 1996, suggerisce che non solo le persone anziane suonano musica. "Il numero di adolescenti che oggi fa musica è quasi raddoppiato rispetto a quelli nati prima del 1960", mostra lo studio. Mentre la maggior parte di questa crescita è nella musica popolare, una parte è nella musica da camera e nella musica d'arte, secondo lo studio.
Anche se non c'è accordo sul numero di suonatori di musica da camera, le opportunità di suonare per i dilettanti sono certamente cresciute. Il numero di campi e ritiri di musica da camera, dove i dilettanti possono incontrarsi per un fine settimana o un mese per suonare insieme, è cresciuto. Music for the Love of It, un'organizzazione per promuovere l'esecuzione amatoriale, pubblica un elenco di laboratori musicali che elenca più di 500 laboratori in 24 paesi per dilettanti nel 2008. L'Associated Chamber Music Players (ACMP) offre un elenco di oltre 5.000 musicisti dilettanti in tutto il mondo che accolgono partner per sessioni di musica da camera.
Indipendentemente dal fatto che il numero di musicisti dilettanti sia cresciuto o si sia ridotto, il numero di concerti di musica da camera in Occidente è aumentato notevolmente negli ultimi 20 anni. Le sale da concerto hanno in gran parte sostituito la casa come sede dei concerti. Baron suggerisce che una delle ragioni di questa impennata sono "i costi vertiginosi dei concerti orchestrali e le tariffe astronomiche richieste dai solisti famosi, che hanno messo entrambi i biglietti a un prezzo fuori dalla portata della maggior parte del pubblico". Il repertorio di questi concerti è quasi universalmente determinato dai classici del XIX secolo. Tuttavia, le opere moderne sono sempre più inserite nei programmi, e alcuni gruppi, come il Kronos Quartet, si dedicano quasi esclusivamente alla musica contemporanea e alle nuove composizioni. Ensemble come il Turtle Island String Quartet, che combinano stili classici, jazz, rock e altri per creare musica crossover. Cello Fury e Project Trio offrono una nuova svolta al classico ensemble da camera. Cello Fury è composto da tre violoncellisti e un batterista e Project Trio include un flautista, un bassista e un violoncellista.
Diversi gruppi come Classical Revolution e Simple Measures hanno portato la musica da camera classica fuori dalle sale da concerto e nelle strade. I Simple Measures, un gruppo di musicisti da camera di Seattle, danno concerti in centri commerciali, caffetterie e tram. Il Providence String Quartet ha dato il via al programma "Storefront Strings", offrendo concerti e lezioni estemporanee da un negozio in uno dei quartieri più poveri di Providence (Rhode Island, USA).

## Complessi
Le denominazioni correnti per complessi o gruppi da camera da due a dieci elementi sono:
- duo o duetto  (duo vocale e duetto strumentale)
- trio o terzetto o tripletta
- quartetto (è la formazione più importante; il quartetto d'archi tipico è composto da 2 violini, 1 viola e 1 violoncello). Il quartetto rappresenta la composizione cameristica per eccellenza, poiché è quella che maggiormente può sintetizzare le quattro voci principali di un coro (soprano, tenore, contralto e basso)
- quintetto
- sestetto
- settimino (può essere misto: 4 archi e 3 fiati)
- ottetto (può essere misto: 4 archi e 4 fiati)
- nonetto (formazione rara)
- decimino

Questa è una lista parziale dei tipi di complessi di musica da camera.
| N.º di musicisti | Nome      | Complessi comuni                                 | Strumentazione                                                                              | Commenti |
| 2 | duetto    | Duetto di pianoforti                             | 2 pianoforte                                                                                | Sonata KV 448,fuga in do min KV 426, di Mozart, Variazioni su un tema di Haydn, Op. 56b di Johannes Brahms, ecc. Riguardo al pianoforte a quattro mani,si è in presenza di capolavori ancora poco conosciuti. Oltre alla produzione di Schubert, Brahms. Dvorak ecc.,vi è una serie di trascrizioni di partirure orchestrali redatte dagli stessi compositori che mettono in evidenza le potenzialità espressive del pianoforte a quattro mani facendo dimenticare il pregiudizio secondo il quale questa formazione sarebbe riservata ai dilettanti. |
| 2 | duetto    | Duetto strumentale                               | qualsiasi strumento e pianoforte                                                            | si trova specialmente come sonate strumentali (p. es. sonate per Vln, Vc, Vla, Cor, Fg, Cl, Fl). |
| 2 | duetto    | duetto di pianoforti                             | 1 pno a 4 mani                                                                              | Mozart, Beethoven, Schubert, Brahms (pezzi originali e molte trascrizioni delle sue proprie opere); durante molto tempo è stata la forma musicale preferita da eseguire musica in famiglia, con uno sterminato repertorio di ogni tipo di trascrizioni di altri generi (opere liriche, sinfonie, concerti, ecc.) |
| 2 | duetto    | duetto vocale                                    | voce, pianoforte                                                                            | usato comunemente nelle liriche o Lieder. |
| 2 | duetto    | duetto strumentale                               | 2 strumenti qualsiasi, uguali o non                                                         | Duetti di Mozart per vn e va; duetto de Beethoven per va e vc; duetti di Béla Bartók per 2 vn. |
| 3 | trio      | trio d'archi                                     | Vln, Vla, Vc                                                                                | Un esempio molto importante è il Divertimento KV 563 di Mozart; le composizioni di Beethoven portano il titolo di Trii o Serenate. |
| 3 | trio      | trio con pianoforte                              | Vln, Vc, Pno                                                                                | È uno dei generi più importanti di tutta la musica da camera: si possono annoverare capolavori di Haydn (uno dei creatori del genere) , Mozart, Beethoven, Schumann, Brahms e molti altri. |
| 3 | trio      | Voce, Viola e Pianoforte                         | sop, vla, pno                                                                               | Il Trio di William Bolcom Let Evening Come per Soprano, Viola e Pianoforte, e quelli di Brahms Zwei Gesänge für eine Altstimme mit Bratsche und Pianoforte, Op. 91, per Contralto, Viola e Pianoforte. |
| 3 | trio      | Clarinetto, Viola e Pianoforte                   | cl, vla, pno                                                                                | Il KV 498, di Mozart, altre opere di Robert Schumann e Max Bruch |
| 3 | trio      | Clarinete, Cello e Pianoforte                    | cl, vc, pno                                                                                 | Il Trio Op. 11 di Beethoven, così come la sua propria trascrizione, Op. 38, del Settimino, Op. 20; il Trio Op. 114 di Brahms, e il Trio Op. 3 di Alexander von Zemlinsky. |
| 3 | trio      | Voce, Clarinetto e Pianoforte                    | voce, cl, pno                                                                               | Der Hirt auf dem Felsen di Franz Schubert, D965 e Schon lacht der holde Frühling, KV 580 di Wolfgang Amadeus Mozart |
| 3 | trio      | Flauto, Viola e Arpa                             | fl, vla, arpa                                                                               | Opere famose di Debussy e Arnold Bax |
| 3 | trio      | Flauto, Oboe e Corno inglese                     | fl, ob, E hrn                                                                               | Divertimento per flauto, oboe e corno inglese di Nicholas Laucella |
| 3 | trio      | Clarinetto, Violino, Pianoforte                  | cl, vln, pno                                                                                | È più che altro un'invenzione del XX secolo, che ha acquisito una sempre maggiore diffusione; composizioni famose di Béla Bartók, Milhaud e Khachaturian |
| 3 | trio      | Trio per Corno                                   | cor, vl, pno                                                                                | Opere del XIX secolo; specificamente il Trio in Mib Op. 40 di Brahms. |
| 3 | trio      | Soprano, Corno e Pianoforte                      | sop, cor, pno                                                                               | Auf dem Strom di Franz Schubert. |
| 3 | trio      | Trio di Ance                                     | Ob, Cl, Fg                                                                                  | Compositori del XX secolo. |
| 4 | quartetto | quartetto d'archi                                | 2 Vln, Vla, Vc                                                                              | è la forma più prestigiosa della musica da camera; numerosi esempi di Haydn, il suo creatore, e dopo di Mozart e Beethoven, che portò la forma al suo massimo splendore, particolarmente con gli ultimi quartetti; Schubert, Schumann, Brahms, Friedrich Gernsheim e moltissimi altri. |
| 4 | quartetto | quartetto con pianoforte                         | Vln, Vla, Vc, Pno                                                                           | I due quartetti di Mozart, KV 478 e 493; i quartetti giovanili di Beethoven; il quartetto di Schumann, i quartetti di Brahms |
| 4 | quartetto | quartetto con pianoforte                         | Vln, Cl, Vc, Pno                                                                            | è poco comune; un esempio famoso: Quatuor pour la fin du temps (‘Quartetto per la fine dei tempi’, de Olivier Messiaen; meno celebri: Paul Hindemith (1938), Walter Rabl (Op. 1, de 1896). |
| 4 | quartetto | quartetto per strumento di fiato e trio di archi | Fl, Ob, Cl o Fg; Vln, Vla, Vc                                                               | genere molto diffuso dell'ultimo Settecento e del primo Ottocento. Esempi di Mozart (4 per fl, 1 per Ob); di Devienne (per Fg); di Krommer (vari quartetti per Cl). Il quartetto con cl di Penderecki va considerato (secondo il proprio compositore) come un quartetto di archi dove il 2º violino è sostituito da un clarinetto. |
| 4 | quartetto | fisarmonica e trio di fiati                      | Acc, Fl, Cl, Fg                                                                             | Divertimento per fisarmonica, flauto, clarinetto e fagotto, di Robert Davine. |
| 5 | quintetto | quintetto con pianoforte                         | 2 Vln, Vla, Vc, Pno                                                                         | Esempi importanti sono quelli di Schumann (op. 44), Brahms, Bartók e Shostakovich |
| 5 | quintetto | quintetto con pianoforte                         | Vln, Vla, Vc, Cb, Pno                                                                       | Una strumentazione poco frequente, utilizzata da Franz Schubert nel suo quintetto La trota. |
| 5 | quintetto | quintetto di fiati                               | Fl, Cl, Ob, Fg, Cor                                                                         | È una creazione dell'Ottocento, soprattutto di Antonín Reicha e Franz Danzi. |
| 5 | quintetto | quintetto di archi                               | 2 Vln, Vla, Vc (con Vla o Vc addizionale)                                                   | Fra le opere di Mozart, Beethoven, Brahms e Bruckner si trova la varietà con 2ª Vla; fra quelle di Boccherini e di Schubert, quella con 2º violoncello; in altri casi si aggiunge un cb (per esempio la celebre Eine kleine Nachtmusik di Mozart in versione cameristica. La parte del solo del quintetto di Brahms può essere eseguita da una viola; in tal caso si ottiene un curiosissimo esempio di quintetto di archi dove il ruolo principale è svolto da una viola, anziché da un violino.                                                     |
| 5 | quintetto | quintetto di ottoni                              | 2 Tr, Cor, Trb, Tuba                                                                        | Creazione del XX secolo; approfitta in grande misura di trascrizioni di ogni tipo di composizioni di tutte le epoche. |
| 5 | quintetto | quintetto con clarinetto                         | Cl, 2 Vln, Vla, Vc                                                                          | Importantissimi esempi sono quelli di Mozart, KV 581, di Weber, Op. 34 di Brahms, Op. 115. Nel quintetto di Hindemith, il solista deve alternare fra un cl en Sib e un en Mib. Numerosi esempi. |
| 6 | sestetto  | sestetto di archi                                | 2 Vln, 2 Vla, 2 Vc                                                                          | Sestetti op. 18 e op. 36 di Brahms e la versione originale di Verklärte Nacht, Op. 4 di Schoenberg |
| 6 | sestetto  | sestetto con pianoforte                          | 2 Vln, Vla, Vc, Cb, Pno                                                                     | C'è un esempio di Mendelssohn |
| 6 | sestetto  | sestetto di fiati                                | 2 Ob, 2 Cor, 2 Fg oppure 2 Cl, 2 Cor, 2 Fg                                                  | Mozart utilizzò la forma con Ob nelle sue composizioni per Salzburgo e la seconda per la versione primitiva della Serenata KV 375; Beethoven utilizzò la forma con Cl; abbondano gli esempi fra ca. 1780 e 1820. |
| 6 | sestetto  | pianoforte e quintetto di fiati                  | Fl, Ob, Cl, Fg, Cor, Pno                                                                    | Sestetto di Francis Poulenc. |
| 6 | sestetto  |                                                  | Cl, 2 Vln, Vla, Vc, Pno                                                                     | Ad esempio l'Ouverture su temi ebraici, Op. 34 di Sergei Prokofiev. |
| 7 | settimino | Settimino per fiati e archi                      | Cl, Cor, Fg, Vln, Vla, Vc, Cb                                                               | reso famoso dal Settimino op. 20 di Beethoven, con altri esempi come quello di Berwald,ecc. |
| 8 | ottetto   | Ottetto per fiati e archi                        | Cl, Cor, Fg, 2 Vln, Vla, Vc, Cb                                                             | reso famoso dall'Ottetto D. 803 di Franz Schubert, ispirato dal Settimino di Beethoven. |
| 8 | ottetto   | ottetto di archi                                 | 4 Vln, 2 Vla, 2 Vc                                                                          | reso famoso dall'Ottetto di archi op. 20 di Felix Mendelssohn. |
| 8 | ottetto   | doppio quartetto                                 | 4 Vln, 2 Vla, 2 Vc                                                                          | due quartetti di archi disposti antifonicamente. L'Ottetto, Op. 291, di Milhaud è costituito da due quartetti (quelli che portano i numeri 14 e 15 del suo autore), che si eseguono simultaneamente. |
| 8 | ottetto   | ottetto di fiati                                 | 2 Ob, 2 Cl, 2 Cor, 2 Fg                                                                     | Numerosi esempi del '700 e dell'800, quando molte opere liriche famose furono oggetto di trascrizione; oltre alle opere originali composte, fra gli altri, da Johann Christian Bach, Mozart (Serenate KV 375 e 388, musica da tavola nel finale del II atto del Don Giovanni), Beethoven (Op. 103), Krommer e Shigeru Kan-no. |
| 9 | nonetto   | Nonetto per fiati e archi                        | Fl, Ob, Cl, Cor, Fg, Vln, Vla, Vc, Cb                                                       | Ad esempio, il Nonetto di Spohr, Op. 34 |
| 10 | decimino  | Doppio quintetto di fiati                        | 2 Ob, 2 Cor Ing, 2 Cl, 2 Cor, 2 Fg (Mozart); 2 Fl, Ob, Cor Ingl, 2 Cl, 2 Cor, 2 Fg (Enescu) | Al limite di ciò che può essere considerato musica da camera si trovano due Divertimenti di Mozart (KV 166 e 186) e il Decimino di George Enesco |
| Glossario. Vln: violino; Vla: viola; Vc: violoncello; Cb: contrabbasso; Pno: pianoforte; Fl: flauto; Ob: oboe; Cor Ing corno inglese, Cl: clarinetto; Fg: fagotto; Cor: corno; Tr: tromba; Trb: trombone |           |                                                  |                                                                                             | |